# デジモンクロスウォーズ (漫画)
『デジモンクロスウォーズ』（DIGIMON XROS WARS）は、漫画雑誌『Vジャンプ』（集英社）2010年（平成22年）8月号（2010年6月21日発売）から2012年（平成24年）5月号（2012年3月21日発売）（2011年1月号（2010年11月21日発売）は休載）まで、デジモンシリーズの漫画作品、テレビアニメ『デジモンクロスウォーズ』の漫画版として連載されていた。作者は中島諭宇樹。

## 概要
『Vジャンプ』で連載された、デジモンシリーズの月刊漫画第三弾となる作品。同シリーズのメディアミックスでは初めて、同一タイトルのテレビアニメをコミカライズするという体裁が取られた。
デジモンの生態である「進化」とはまた違った変異であるデジクロスや、主人公勢に対する敵性勢力の存在であるバグラ軍はアニメ版と共通するが、物語の筋やキャラクターそれぞれの持つ背景を大きく異にした作品となっており、アニメ版や玩具には存在しないオリジナルのデジモンとキャラクターやデジクロスも数多く登場している。こうした変更は、アニメ版よりも進行の遅い月刊連載という形態において読者を飽かせぬために為された方策であり、中島の前作『エレメントハンター』（コミカライズ作品）でも同様の方針が取られていた。
本作品の連載を引き受けるまでデジモンに関する知識を全く有しなかったために、作者はアニメ全作を鑑賞するなどしてデジモンシリーズの沿革を急遽勉強したと公言している。しかしそれでいながら歴代のゲームやアニメ、漫画、小説、楽曲作品の設定・オマージュをふんだんに鏤めた、デジモン好きの心をくすぐる構成にはファンからの極めて高い評価が寄せられており、デジモンの「産みの親」である渡辺けんじもその完成度をTwitter上にて激賞している。
アシスタントらの手による本編とは関わりの無いデジ文字の悪戯書きや、『エレメントハンター』のキャラクターの単行本オマケ漫画へのゲスト出演といった、制作側の遊び心も散見される作品である。

## ストーリー
ある日、中学1年生の少年である工藤タイキは謎の声の問いかけに答え、デジモンクロスローダーを手に取り「ジェネラル」に選ばれた。そのままデジタルワールドに呼び込まれたタイキはそこで出会ったシャウトモンや仲間たちと共にデジタルワールドの危機に立ち向かう。

## 登場人物
各デジモンの種族としての詳細はデジモン一覧および各デジモンの個別記事を参照。アニメ版での設定はデジモンクロスウォーズの登場人物・世界を参照。

### 主要人物
工藤 タイキ（くどう タイキ）
本作品の主人公。クロスハートのジェネラル。赤のクロスローダーを持つ13歳の東雲東中学校1年生。アカリ、ゼンジロウと共に2か月後の人間界からデジタルワールドに呼び寄せられた。その理由はWeb漫画で語られている。詳細はウィザーモンの項目を参照。
アニメ版同様、他人のことを「ほっとけない」性格で、物語冒頭から部活の助っ人として他人のために活躍する姿が見られた。
コリドーゾーンでのタクティモン戦の後にアニメ版第2期と同じコスチュームになる。
幼い頃は自分の夢に熱心に取り組み、やりたいことを次々と（それも全て三日坊主にならず継続しながら）実践するような野心家だったが、陸上競技で意気投合した友人であるタツヤが激しい運動のしすぎで足に怪我をしてしまう。そのことに自責の念を感じたタイキは、以来自らの夢よりも他人の夢を優先するようになる。この過去から、自らの野心に忠実なキリハに対して拒否感を示していた。
第14話で人間界で過去のタツヤと出会い正面から向き合い、シャウトモンのおかげで自分の自責の念を晴らすことができ、続く第15話ではブラストモンとの戦いを通じ、キリハと決着をつけるために先にバグラ軍を倒すことを決意し、そしてブルーフレアと同盟を結ぶ。
バグラ大魔殿での戦いでは、シェイドモンにバグラモンが無意識に願っていた希望が託されているということを見越して作戦を立て、シャウトモンX7の力でキリハ、コトネと共にズィードミレニアモンへ突入し、シャウトモンから餞別として渡されたマイクを武器にバグラモンへ戦いを挑んだ。
第21話（最終話）で最終決戦が終結した後にアニメ版第3期のコスチュームとなった。いつか自分が夢を叶え、再びシャウトモンと冒険することを約束しデジモンたちと別れ人間界に帰った
Web漫画ではバスケットコートでアニメ版第3期の主人公の一人である明石タギルと並ぶ姿や、タツヤ、アカリと共に再び陸上に励む姿が描かれている。
陽ノ本 アカリ（ひのもと アカリ）
本作品のヒロイン。クロスハートに所属するタイキの幼馴染の少女。東雲中央小学校の12歳の小学6年生。
タイキたちの面倒を見るのに加え、かなりの数に増えたクロスハートのメンバーの食料や医薬品のやりくりなどもしており、大家族の母親のような存在になっている。
シャウトモンたちが進化の能力を手に入れタイキとキリハがアニメ版第2期と同じコスチュームと髪型になった後も、ゼンジロウと共に新たなコスチュームになってクロスハートとして行動を共にしている。
ウィザーモンに連れられ、タイキとデジモンたちと共に、自分たちがデジタルワールドに旅立つ2か月前の東京へ戻った。そこで、シャウトモンたちにタイキの過去に起きた事件について語った。
バグラ大魔殿での戦いでは、想いの力でウィザーモンが複製したクロスローダーが薄桃色に色づき、ドルルモンがイエーガードルルモンに進化した。
第19話で最終決戦の際にタイキたちと別れゼンジロウと共に人間界に帰り、第21話（最終話）では最終決戦を人間界から応援した。
その後中学に進学し制服姿を見せている。私服はアニメ版第3期でのコスチュームとなった。
剣 ゼンジロウ（つるぎ ゼンジロウ）
クロスハートに所属する、江東区最強の剣士またはタイキのライバルを自称する12歳の少年。アニメ版とは違い、タイキと同じ東雲東中学校に通う中学1年。剣道の腕を活かし戦闘要員として奇襲作戦などの最前線で戦う。
アニメ版とは異なり、シャウトモンたちが進化の能力を手に入れタイキとキリハがアニメ版第2期と同じコスチュームになった後も、アカリと共に新たなコスチュームとなってクロスハートとして行動している。
ネネの妹であるコトネには保護者的面を見せ、タイキたちが東京に戻る際にコトネに付き添う形でデジタルワールドに残った。後に人間界に行きデジモンの痕跡を消すために行動する。
バグラ大魔殿での戦いでは、想いの力でウィザーモンが複製したクロスローダーが薄緑色に色づき、バリスタモンがアトラーバリスタモンに進化した。
アカリとゼンジロウの新コスチュームは、アニメ版のキャラクターデザインを担当した浅沼昭弘がデザインしたものである。
第19話で最終決戦の際にタイキたちと別れアカリと共に人間界に帰り、第21話（最終話）では最終決戦を人間界から応援した。その後はアニメ版第3期でのコスチュームとなっている。
蒼沼 キリハ（あおぬま キリハ）
ブルーフレアの天才ジェネラル。青のクロスローダーを持つ中学1年生の少年。
敵であれば平然と消してしまうなど性格は非情にして冷酷だがアニメ版よりもかなり狡猾な性格になっており、一方で自らを「紳士」と称す面も持っている。普段は冷静沈着な性格をしている。
年の離れた数人の兄たち（アニメ版ではいない）がおり、父親である蒼沼 大悟（あおぬま だいご）は数年前に病気で亡くなる（アニメ版では妻であるマリア（漫画版では既に他界した可能性が高い）と同様の交通事故で他界）。父親は一代で巨万の富を築き上げたやり手の実業家で、キリハは尊敬していた。父親が亡くなった際に、キリハは父の事業を受け継いで発展させるべきだと主張したが、年の離れた兄たちは遺産を奪い合い自堕落に生きてゆくことばかり考え、キリハは蚊帳の外にされた。そんな状況の中で、現代人というもの全体に嫌悪や怒りを抱いていた。
幼い頃から父親の書斎の兵法書ばかり読んでおり、現代人と異なりいつ死ぬか分からない時代に大望を抱いた人間の生き様に真摯さを感じ、野望のために無辜の人々に非道な行為も行っていた。
スノーゾーンで初めてタイキの前に姿を現し、タクティモンに襲われたタイキを助けるが、その直後タイキに総力戦を仕掛け、激突を通じて彼の気質に深く惚れ込み、自分の部下にしようと考えていた。
グレイモンに首を掴まれたり敵に首元を切られそうになった際も、常に悠々とした圧倒的な態度で他者をあしらっている。そんな様子を見たダークナイトモンは、キリハを「狂犬」ではなく「虎」と評した（タイキは「竜」と評された）分析力や洞察力や頭の回転はタイキやダークナイトモンを圧倒している。グレイモンのような巨大なデジモンを殴る力を持っているため、本人の戦闘能力もゼンジロウを上回っていた。全デジモンテイマー（パートナーデジモンを除く）の中で最強となっている。
ネネの決意に泥を塗った自分を許せず、レインゾーンでの戦いで囚われの身になったネネを自分の命を懸ける覚悟で助け出そうとした。
レインゾーンの決戦後の数か月後に、アニメ版第2期と同じ髪型とコスチュームになった。
人間界でタイキの過去について語られ、第15話で彼と再会した際に、彼の性格と自分の考えの差異を感じ、タイキを部下にするという考えを訂正し、ライバルとして互いに切磋琢磨することを決め、バグラ軍に対抗するためにタイキと同盟を結んだ。
第20話でズィードミレニアモンに突入した際、シェイドモンの精神世界（ネネの夢の中）でネネに「君に惚れた」という意思を伝え、コトネと共にネネを助け出す。
第21話（最終話）で人間界へ帰る際にはグレイモンに「半端な戦い方はするな」と激励を受け、デジモンたちと別れた。人間界に帰った後はアニメ版第3期のコスチュームとなっている。
単行本に収録されているオマケ漫画「ばぐら家の横顔」では豆腐店りりす屋の親方になり、豆腐作りに全ての誇りを賭ける性格になる。
天野 ネネ（あまの ネネ）
トワイライトのジェネラルで、クロスローダーの色は黒。アニメ版と同様に年齢は不明となっている。
ダークナイトモンのある計画のために、計画に必要な三人目のジェネラルを探していた。その計画のためなら、悪人以外を傷つけることも厭わない。
早くに両親を亡くし（アニメ版では祖母が亡くなり、代わりに両親は生存しており、第3期では父親が登場している）遠縁の家に預けられたため、妹のコトネが唯一の肉親。孤児の赤子であるスパロウモンを助けるためクロスローダーを手に取りコトネと共にデジタルワールドに迷い込んだ。
辿り着いたシノビゾーンではデジモンの知人も増え、デジタルワールドのことを教わり人間界へ帰る方法を探し始めた矢先にコトネが体調を崩し眠ったまま意識が戻らなくなってしまう。そこにスカルナイトモンとデッドリーアックスモンが現れ、コトネを助けるためにスカルナイトモンたちに加担しダークネスローダーのジェネラルになるという取引を交わした。
タイキたちに自分の目的を話した後、第9話で自分がダークネスローダーのジェネラルになるための儀式の最中にダークナイトモンから真実を聞かされ、ダークナイトモンが本当に求めていたジェネラルはコトネであり、ネネは自分がダークナイトモンに利用されていたことを知り絶望する。そして第10話でコトネを助けるために、ダークナイトモンにより影に埋め込まれていたシェイドモンと強制デジクロスで融合する。クロス・コードの吸収は不完全であったがクロスローダーはダークネスローダーに変化し、肉体と意識をシェイドモンに乗っ取られる（その際に全裸のネネの胸と股間にシェイドモンが下着のように絡み付いた姿になった）。その後はダークナイトモンと行動を共にし、ダークネスローダーを操りダークナイトモンの言うがままに強制デジクロスを行う。
第18話でズィードミレニアモンを生み出した後は、その体内でシェイドモン（ムーンミレニアモン）の中に閉じ込められていたが、第20話で「絆があれば希望は生み出せる」というキリハとコトネの言葉により絶望を希望で満たしルミナモンに進化する。ネネの裸体からルミナモンが天使のような翼として生え、シェイドモンから解放されると同時にダークネスローダーも元のクロスローダーに戻った（モノクロで分かりにくいが、薄い菫色に変わった）。第21話（最終話）での最終決戦ではルミナモンとクロスオープンし、アニメ版第2期と同じコスチュームに着替えた（この時はコトネとスパロウモン、2体のモニタモン、モニモンにコスチュームを用意され、瞬時に完了した）。
最終決戦が終結した後はアルフォースブイドラモンの頼み通りスパロウモン、モニモン、スパーダモン、コロナモン、ルナモン、バロモンを引き連れコトネと共に人間界に帰還する。髪型とコスチュームはアニメ版第3期のものとなった。
単行本に収録されているオマケ漫画「ばぐら家の横顔」ではばぐら家の長女になり、反抗期気味な性格になる。
天野 コトネ（あまの コトネ）
本作品でのオリジナルキャラクター。第7話にて名前で登場し、続く第8話から本格的に登場。ネネの妹。眠りについた時点では7歳だった。一人称は「あたち」。彼女もジェネラルであり、自分のクロスローダーも持っている（漫画がモノクロなので色は不明になっている）。
早くに両親を亡くし遠縁の家に預けられたため、姉のネネが唯一の肉親。ネネと共にデジタルワールドに迷い込みデジタルワールドに慣れ本格的に人間界へ帰る方法を探し始めた矢先に、コトネの持つ強力すぎるクロス・コードが体に負担をかけ、体調を崩し眠ったまま意識が戻らなくなってしまった。
ダークナイトモンの居城である黒水晶宮（ダーク・クリスタルパレス）の中で眠りについていたが、戦いの後で救い出され、無防備な状態で大量のクロス・コードを吸われたことが逆に良かったらしく、数年ぶりに目覚めた。
姉とは違いお転婆な性格だが、姉が自分の代わりに犠牲になってダークナイトモンの配下になってしまったという事実はコトネにとって非常に辛く、普段は気丈に振る舞いネネを助けるためクロスハートに協力しているが、時々彼らの見えないところで落ち込んでいる時もある。
ゼンジロウがコトネの保護者的存在として特に面倒を見ている。後にデジモンの痕跡を消すために人間界に行った。
第21話（最終話）で最終決戦が終結した後はネネと共に人間界へ帰った。その後コスチュームは新しくなっている。スパロウモンらを連れゼンジロウに会いに行くなどゼンジロウには懐いている模様である。
アニメ版で登場したネネの弟である天野ユウの代わりを務めた。

### クロスハート

#### タイキのクロスローダー
シャウトモン
成長期・小竜型デジモン・データ種。
平和になったデジタルワールドの頂点から魂のロックを響かせて世界中をドハッピーに盛り上げるためにデジモンキングを目指している少年。オメガモンのデータの一部を受け継いでいる（しかし、どのような経緯なのかは本編でもWeb漫画でも語られなかった）。
人間界では、ウィザーモンの魔法で人間の少年の姿に変身し、そこで見た人間たちに対し「何かが違う」と発言し、夢を追って戦っているキリハのことを「嫌いじゃない」と感想を漏らした。
第18話にてバグラ大魔殿のX7でのタクティモン戦ではいずれタイキたちと別れてしまうことを気にして敗れてしまい、さらにタクティモンの正体を知って戦意を失ってしまうが、スターモンや仲間たちの思いを受けてEX6（イークロスシックス）にエヴォリューションクロスする。
第19話にてズィードミレニアモンの体内ではX7でタイキたちの存在を支えていたが、タイキのピンチにクロスオープンしバグラモンと戦った。
第21話（最終話）で最終決戦が終結した後は、いつかまたタイキと冒険することを約束し、「先に俺の夢を叶えてくらァ！」とタイキたちと別れた後、エルドラディモンの背中のライブ会場で「XROS HEART」というバンドでライブを開催しデジタルワールドに歌を響かせた。
Web漫画では、スターモン、ベルゼブモン、メイルバードラモンと共に戦っている姿が描かれている。
アニメ版では他にもデジクロスを披露し、スターモンとピックモンズが変形した剣結合形態のスターソードやドルルモンが変形した砲撃形態のドルルキャノンが登場したが、漫画版では披露されなかった。第3期ではその後キングVer.に成長したが、漫画版ではこの姿は披露されなかった。
シャウトモンX2（クロスツー）
成熟期・強化型デジモン・データ種。
シャウトモンとバリスタモンの2体がデジクロスした強化装甲形態。第1話にてマッハレオモンとの戦いで初登場。アカリには「ダサい」と評されてしまったが、スピードがあり相手の動きが見切れるがパワー不足のシャウトモン、パワーと頑丈さを持つがスピード不足のバリスタモン、2体の足りない部分を補うことができ、その上マッハレオモンを圧倒するパワーと機動力を持つ。
アニメ版では第2話にてマッドレオモンとの戦いで初登場。第1話ではX3からドルルモンを引いたような姿の通常のX2とは異なる姿にクロスした。第2期まで登場している。
シャウトモンX3（クロススリー）
成熟期・合成型デジモン・データ種。
シャウトモンとバリスタモンとドルルモンの3体がデジクロスしたフィジカル形態。第2話にてマッシュアップドマッハレオモンとの戦いで初登場。
アニメ版では第2話にてマッドレオモンとの戦いで初登場。第2期まで登場している。
シャウトモンSH（スターホイール） / Shoutmon Star Wheel
本作品のみで登場したデジモン。スターモンが円状になりチビックモンを付けた武器を装備した高機動形態。第5話にてブルーフレアとの戦いで登場。攻撃力は低いが、素早い動きでグレイモンを牽制し、タイキたちの作戦の時間を稼いだ。
シャウトモンX4（クロスフォー）
成熟期・合成型デジモン・データ種。
シャウトモンX3（クロススリー）にスターモンズがデジクロスしたヴィクトリー形態。第5話にてブルーフレアとの戦いで初登場。メタルグレイモンと同程度の力を持つ。特別編1でも登場。
アニメ版では漫画版より先駆けて第6話にてネプトゥーンモンとの戦いで初登場。第3期まで登場している。
オメガシャウトモン
完全体・竜人型デジモン・データ種。
シャウトモンが進化（アニメ版では超進化）した姿。第10話にてミレニアモンとの戦いで初登場。ジークグレイモンと共に、ミレニアモンを時空の彼方へと押し返した。
アニメ版では漫画版より先駆けて第30話（第1期最終話）にてタクティモンとの戦いで初登場。
シャウトモンX5（クロスファイブ）
完全体・合成型デジモン・データ種。
シャウトモンX4（クロスフォー）とスパロウモンがデジクロスしたファイナリスト形態。第11話にてコリドーゾーンでのタクティモンとの戦いで登場。アニメ版とは違いタイキではなくコトネの掛け声でデジクロスし、タクティモンを相手に健闘する。本編での出番はこれだけだったが、特別編2でも登場。
アニメ版では漫画版より先駆けて第17話にてルーチェモンとの戦いで初登場。第2期まで登場している。
シャウトモンDX（ディークロス）
究極体・合成型デジモン・データ種。
オメガシャウトモンとジークグレイモンがダブルクロスしたクルセイド形態。第15話にて第六台場でのブラストモンとの戦いで初登場。その後2か月間、X7と共に戦いで多用される。
アニメ版では漫画版より先駆けて第2期第4話（通算第34話）にてヴァンパイアランドのデスジェネラルであるネオヴァンデモンとの戦いで初登場。第3期まで登場している。
シャウトモンX6（クロスシックス）
本作品のみで登場したデジモン。シャウトモンDX（ディークロス）にさらにバリスタモン、ドルルモン、スターモンズがグランドクロスした形態。X7では背中にクロスしているピックモンズがマイクの持ち手部分に通され錫杖のような武器となっている。第15話にて第六台場でのブラストモンとの戦いで登場。必殺技の「クロスシューティングロッカー」（X7（クロスセブン）の必殺技である「クロスバーニングロッカー」と酷似している）でブラストモンの体を砕くほどの力を見せる。X5（クロスファイブ）と同様、1回しか登場しなかった。
シャウトモンX7（クロスセブン）
究極体・合成型デジモン・データ種。
タイキ、キリハ、コトネのクロスローダーを使用し、オメガシャウトモン、ジークグレイモン、バリスタモン、ドルルモン、スターモンズ、スパロウモンがグレートクロスしたアルダーバースト形態。第16話にてジュピターゾーンでのバグラ軍との戦いで初登場（人間界から帰ってきてからの2か月間、DX（ディークロス）やX7（クロスセブン）で戦ってきたため初のクロスというわけではない）。リリスモンの最強の攻撃魔法をものともせず圧倒するが、続く第17話にて「蛇鉄封神丸」の封印を解いたタクティモンとリリスモンの攻撃により追い詰められる。
第19話にてタクティモンを撃破した後は、「オール・オメガ・ザ・フュージョン」（漫画オリジナルの必殺技）でズィードミレニアモンに突入しタイキたちを支えた。
アニメ版では漫画版より先駆けて第2期第13話（通算第43話）にてキャニオンランドのデスジェネラルであるグラビモンとの戦いで初登場。ここではコトネではなく姉のネネになり、第3期では制限があるため彼女の弟であるユウを含めた4人でグレートクロスした。
シャウトモンEX6（イークロスシックス）
究極体・合成型デジモン・データ種。
本作品で初登場したデジモン。オメガシャウトモン、ジークグレイモン、アトラーバリスタモン、イエーガードルルモン、ラプタースパロウモンら進化したデジモンたちが、エヴォリューションクロス（EX）し誕生した全身が金に輝く（ゲーム『デジモンコレクターズ』および公式イラストでは金銀に輝いている）エヴォリューション形態。第18話にてタクティモンとの戦いで初登場。
右腕にはラプタースパロウモンの尾が変形した剣「ソル・キャリバー」を装備し、左腕のイエーガードルルモンのスピア「シュツルムスティンガー」が変形した「デモリッションホーン」で超震動によりどんな装甲も破壊する。シューティングスターモンとのコンビネーション技である「リュウセイロックダマシー」でタクティモンを倒した。
シャウトモンX7（クロスセブン） スペリオルモード
究極体・合成型デジモン・データ種。
第21話（最終話）での最終決戦でタイキ、キリハ、ネネ、コトネの4人の力を結集し、シャウトモンEX6（イークロスシックス）がオールデジモンズとファイナルクロスしたアウェイキング形態。終始動かなかったアルティメットカオスモンを一撃で撃破した。
アニメ版および公式イラストとは異なり、身体の周辺には無数のデジモンのデータがXの字に渦巻いてはおらず、頭と背中と足から翼も生えず、「ファイナルクロスブレード」も装備していない。
アニメ版では漫画版より先駆けて第2期第24話（通算第54話、第2期最終話）にてダークネスバグラモンとの最終決戦で登場し、全てのデジモンとタイキ、キリハ、ネネ、ユウの4人のジェネラル（およびアカリとゼンジロウ）の力を結集したファイナルクロスにより誕生し、X7（クロスセブン）の構成デジモンの他、クロスハートとブルーフレアの全デジモン（改心した元バグラ軍のデジモン（アニメ版のみ）も含む）とデジメモリから現れた15体のデジモン（漫画版では未登場）、さらにデジタルワールドから駆け付けたデジモンたちがデジクロスした。
バリスタモン
成熟期・マシーン型デジモン・ワクチン種。
カブトムシのような頭部を持つデジモン。昔、戦いを恐れて故郷をバグラ軍に追われ逃げていたところ、グリンゾーンでシャウトモンに出会い、頑丈な体とパワーがあるのになぜ戦わないんだとシャウトモンに怒られた。戦いは歌や言葉と同じ相手に気持ちを伝える手段だと言うシャウトモンのおかげで、自分も戦うことに自信を持ち、シャウトモンの望むデジタルワールドが見たくてシャウトモンに付いてきている。
人間界では、ウィザーモンの魔法でコートを着た男の姿に変身した。
バグラ大魔殿でのタクティモン戦では、ゼンジロウの想いの力を受けてアトラーバリスタモンに進化した。
第21話（最終話）で最終決戦が終結した後は「XROS HEART」のライブでドラムを叩いている。
バリスタモンMC（マッシュコテージ）
本作品のみで登場したデジモン。マッシュモン（太）とデジクロスした巨大な家の形をした形態。暖房やバリスタモンの体を模した料理器具が揃っており、マッシュモン（細）がシェフとして料理を振る舞う。
第11話にてレインゾーンでの戦いの後に増えたクロスハートのメンバーに毎日大量の食料を提供しているが、料理はキノコ料理ばかりだった。
バリスタモンSR（シクステッドランチャー） / Ballistamon Sextet Launcher
本作品のみで登場したデジモン。ドルルモンとデジクロスした形態。第5話にてブルーフレアとの戦いで登場。全身の6か所の砲台からまともに喰らうとメイルバードラモンの装甲ではひとたまりもないほどの威力を持つ「嵐の六重奏（シクステッド・ストーム）」を放つ。
アトラーバリスタモン
完全体・マシーン型デジモン・ワクチン種。
本作品で初登場したデジモン。ゼンジロウの想いの力と薄緑色のクロスローダーの力を受けてバリスタモンが進化した姿。体の一部がアトラーカブテリモンに酷似している。
必殺技は伝説の八雷神（ヤクサノイカヅチ）に準ずる威力の電撃「プラズマクラック」と腕が伸びてロケットのように発射される「ロケットバンカー」。
ドルルモン
成熟期・獣型デジモン・ウィルス種。
キュートモンとの旅の途中に立ち寄ったグリンゾーンでタイキたちと出会ったデジモン。辺境の少数部族の戦士の一族の出身。自らデジタルワールドの戦乱に加わろうとしない自分の一族に疑問を持ち、一族を離れバグラ軍に入った。
かつてバグラ軍に所属していた頃、ひたむきに強さを求める猛々しく人物でありタクティモンの片腕として幼いデジモンたちの指導にあたっていたが、その教え子たちがタクティモンの捨て駒にされ累々と横たわる教え子たちの姿を見るという経験をし、それ以降戦い方が変わり、ある日同じように捨て駒にされようとしていた部隊を脱出させて自らも姿を消した。アニメ版とほとんど同じバックボーンのキャラクターである。
スノーゾーンではキュートモンに過去を知られ、キュートモンを置きタイキたちの下を去るが、キュートモンの言葉でクロスハートのピンチに駆け付けクロスハートに正式に加わった。
タクティモンの片腕と呼ばれていただけあって戦況を見極め、冷静に戦いを進める頭を持つ。
人間界では、ウィザーモンの魔法で髭を生やした青年の姿に変身した。
バグラ大魔殿でのタクティモン戦では、アカリの想いの力を受けてイエーガードルルモンに進化した。
第21話（最終話）で最終決戦が終結した後はキュートモンを背中に乗せ、再び2人でキュートモンの両親を探す旅へ出た。
イエーガードルルモン
完全体・獣人型デジモン・ウィルス種。
本作品で初登場したデジモン。アカリの想いの力と薄桃色のクロスローダーの力を受けてドルルモンが進化した姿。その容姿はワーガルルモンやマッハガオガモンのように2足歩行が可能となり、騎士のような姿をしている。
必殺技は巨大なドリル状のスピア「シュツルムスティンガー」を使った「ヴァイスシュピラーレ」と斬撃と防御を両用する「ザッシュシールド」で切り裂く「シュバルツナーゲル」。
キュートモン
成長期・妖精型デジモン・ワクチン種。
ドルルモンとの旅の途中クロスハートと出会う。バグラ軍によって故郷の里を焼かれた過去を持つ。その犯人がドルルモンの指揮する部隊である可能性を知った時は動揺したが、長きに渡って2人で旅をしてきたドルルモンを「もう1人の家族」とし、受け入れることを決めた。
人間界では、ウィザーモンの魔法で少年の姿に変身した。
第21話（最終話）で最終決戦が終結した後はドルルモンと共に両親を探すために再び旅に出た（アニメ版では両親はスイーツゾーンにいたことが判明した）。
スターモン&ピックモンズ
シャウトモンを兄貴と慕っている星の姿をしたメジャー型デジモンと、それに率いられているマイナー型デジモンたち（ピックモン、チビックモン、レアピックモンの3種がいる）。第5話のキリハとの戦いではピックモンズとデジクロスしチビックソード、第9話のレインゾーンの黒水晶宮（ダーク・クリスタルパレス）での戦いではレアスターソードにデジクロスしてゼンジロウの武器として活躍した。
人間界では、ウィザーモンの魔法でアヒルの親子に変身させられた。
バグラ大魔殿の戦いでは、タクティモンの瘴気により絶命寸前となったスターモンがピックモンズと融合しシューティングスターモンにジョグレス進化を遂げた。その後進化が解かれた際には傷が修復されていた。
第21話（最終話）で最終決戦が終結した後は「XROS HEART」のライブを盛り上げている。
Web漫画では、シャウトモン、ベルゼブモン、メイルバードラモンと共に戦っている姿が描かれている。
シューティングスターモン
成熟期・超メジャー型デジモン・データ種。
本作品で初登場したデジモン。タクティモンの攻撃からシャウトモンを庇い、瘴気により回復が効かず瀕死状態だったスターモンがピックモンズと融合することで進化のためのエネルギーを補いジョグレス進化した姿。シャウトモンEX6と共に「リュウセイロックダマシー」を繰り出す。
ジジモン、ドンドコモン
ジジモンはシャウトモンたちの故郷である「微笑みの里」の長老。デジタルワールドの伝説や言い伝えに詳しい。
ドンドコモンは和太鼓のような姿のデジモン。第21話（最終話）で最終決戦が終結した後はスターモンズと共に「XROS HEART」のライブに参加している。
リリモン、サンフラウモン
アニメ版とは違い、序盤からクロスハートに同行しており、アカリを可愛がっている。レインゾーンではキリハから「観葉植物」と呼ばれた。
第21話（最終話）で最終決戦が終結した後は2人とも「XROS HEART」のライブに参加しギターを弾いている。
その内のリリモンはアニメ版では第2期第1話（通算第31話）でドラゴンランドにてタイキとシャウトモンと再会し、解放後にクロスハートに加入し、行動を共にするようになった。
マッシュモン
グリンゾーンのキノコの里に一族で暮らしているデジモンたち。マッシュモン族は意地悪で有名で、シャウトモンがコードクラウンを手に入れるためにキノコの里を訪れた時は冷たく追い返しだが、里がマッハレオモンに襲われた所をシャウトモンたちに助けられたことに恩義を感じ、太い個体と細い個体の2体がクロスハートに加わった。
レインゾーンでの戦いの後でかなりの数に増えたクロスハートのメンバーに、毎日大量のキノコ料理を振る舞っている。
オチムシャモン
本作品のみで登場したデジモン。スノーゾーンで初登場。タクティモンの配下デジモンであるムシャモンの亜種。戦いに負け落ち延びることにロマンを感じているという変わり種のデジモン。タクティモンの軍が撤退する際に仲間とはぐれてしまい、タイキたちと出会った。ドルルモンとは同じ釜の飯を食った仲と言うが、縁起が悪いと煙たがられていた。
ドルルモンがバグラ軍を抜けた経緯をタイキたちに話し、ドルルモンが正式にクロスハートに加入するきっかけを作った。
バグラ軍にいては負け戦に巡り合えないがタイキたちといれば負け戦に巡り合えそうだからという理由でクロスハートに加わる（タイキたちはあまり快く受け入れなかった）。
ウェディンモン
完全体・妖精型デジモン・ワクチン種。
本作品で初登場したデジモン。スイーツゾーンで初登場。体がウェディングケーキのようになっている女性のような姿をしたデジモン。タイキたちをもてなすが、実はリリスモンに降伏し配下となっており（アニメ版では代わりにタクティモンの配下デジモンであるマタドゥルモンになる）ショートモン、キャンドモンたちと融合しリバース・ウェディンモンとなってタイキたちを襲ったが、スパロウモンの攻撃を受け、リリスモンを裏切る。その後、ネネに止めを刺すよう言われるが、「お菓子作りを心から愛している」ことからの行動だとタイキたちが庇ったことで助けられ、描写はないものの分離し、第8話でショートモンのうち3体、キャンドモンと共に元に戻った様子が描かれている。
その後、経緯は不明ながらレインゾーンでの戦いの後にショートモンとキャンドモンと共にクロスハートに加わった。
リバース・ウェディンモン
本作品のみで登場したデジモン。ウェディンモンがショートモン、キャンドモンたちを吸収合体した形態。スイーツゾーン自体がケーキで出来ており、そのケーキを取り込むことで無限の回復力を誇るが、スパロウモンの超高速攻撃の前に崩れ、描写は無いものの分離し、第8話でウェディンモン、ショートモンの内3体、キャンドモンに戻った様子が描かれている。
ショートモン
成熟期・食物型デジモン・データ種。
本作品で初登場したデジモン。スイーツゾーンで初登場したウェディンモンの配下デジモンで、キャンドモンと共に多数いる。頭部がショートケーキのようなデジモンで、狐のような尻尾を持つ。
その後、経緯は不明ながらレインゾーンでの戦いの後にウェディンモンと多数のキャンドモンと共にクロスハートに加わった。
キャンドモン
スイーツゾーンで初登場したウェディンモンの配下デジモンで、ショートモンと共に多数いる。
その後、経緯は不明ながらレインゾーンでの戦いの後にウェディンモンと多数のショートモンと共にクロスハートに加わった。
アグニモン、フェアリモン、バンチョーレオモン、アンドロモン、イッカクモン、バードラモン、プチメラモン、もんざえモン、パンダモン、メラモン、ブイモン、ワームモン、アルマジモン、ホルスモン、ヌメモン、ボコモン、ネーモン、ユキダルモン、ギルモン、ガルゴモン、キュウビモン、トゲモン、エンジェモン、ガルルモン、シーサモン、ケンタルモン
レインゾーンでの戦いの後に経緯は不明ながらクロスハートに加わったデジモンたちで、第1話冒頭のタイキの夢の中にも登場している（インプモンのみ加わっていない）。ヌメモンは2体登場。レインゾーンの黒水晶宮（ダーク・クリスタルパレス）で氷漬けにされていたデジモンも含まれている。ホルスモン、ヌメモン2体、シーサモン、ケンタルモンは第1話冒頭と第11話でしか登場しなかった。
アグニモンはコロシアムゾーンの若きチャンピオンで、バンチョーレオモンはスタディゾーン（特別編2に登場したゾーンで、スタディーゾーンと表記）の総番で、数百年ぶりに歴史の表舞台に姿を表した。
第21話（最終話）でのアルティメットカオスモン、メギドラモン、アルゴモンとの最終決戦で進化の力が戻ったことにより、多くのデジモンたちが1世代上のデジモンへと進化した（ハイブリッド体であるアグニモンはアルダモン（ヒューマンスピリットとビーストスピリットのダブルスピリットエボリューションで行った進化）、フェアリモンはシューツモンへと進化した（ヒューマンスピリットからビーストスピリットへの進化）。ただし、バンチョーレオモンは進化していない）。
その内の一部のデジモンたちはアニメ版でも登場し、アンドロモンは第2期第8話（通算第38話）および第9話（通算第39話）でのサイバーランドで多数登場し（その正体はデジモンではなく、この国のデスジェネラルであるスプラッシュモンが召喚するドリッピンに操られた人形であった）、ケンタルモンはキャニオンランドのデスジェネラルであるグラビモンの雑兵として多数登場した。
一部のメンバーは過去のデジモンアニメシリーズにも登場していた。
ベルゼブモン
究極体・魔王型デジモン・ウィルス種。
レインゾーンでの戦いの後に経緯は不明ながらクロスハートに加わったサンドゾーンの女神の戦士の一人であったデジモン。なお、本作品ではバアルモンの転生した姿とは明かされていない。第11話で初登場した際はマシンガンを利用してフォークを使い、スパゲティを食べるという器用な一面を見せた。第21話（最終決戦）での最終決戦ではバンチョーレオモン、アグニモンと共に必殺技である「デス・ザ・キャノン」でメギドラモンを倒した。
リリスモンを仇として狙っているが、アニメ版とは違い因縁の経緯は描かれていない（アニメ版ではリリスモンはサンドゾーンの配下デジモンであるイーバモンを使い、転生前のバアルモンが所属していた「女神の戦士団」を壊滅に追い込んだ）。
Web漫画では、シャウトモン、スターモン、メイルバードラモンと共にリリスモンと戦っている姿が描かれている。
アニメ版と比べると出番はほとんど無く、台詞を発することは無かった。
アニメ版での一人称は「俺」。ここではバアルモンの転生した姿としてサンドゾーンで初登場し、シャウトモンX4（クロスフォー）とシャウトモンX5（クロスファイブ）とデジクロスして神馬形態のX4B（クロスフォービー）と天馬武神形態（『デジモンジントリックス』では神馬武神形態とも呼ばれる）のX5B（クロスファイブビー）になりタイキたちと共に戦ったが、漫画版ではデジクロスしなかった。第2期第18話（通算第48話）にてブライトランドのヘルズフィールドでの魔獣リリスモンとの戦いで一度消滅したが、第24話（通算第54話、第2期最終話）でダークストーンがタイキの手に渡ったことで復活した。
ウィザーモン
コリドーゾーンで初登場。デジタルワールドの在り方や人間界との関り合いについて研究している学者。一人称は「僕」。テイルモンと共に旅をしている。
デジタルワールドの在り様やデジタルモンスターの在り様に以前から疑問を抱いており、デジタルワールドの生い立ちの謎やバグラ軍との戦乱を解決するヒントを得るために人間界で調査したいと考えタイキにクロスローダーとコードクラウンの力で自分たちを人間界に連れて行ってもらえないかと頼み、人間界に行った。
テイルモンに無理矢理習わされたというデジモンを人間の姿に変身させる魔術を持ち、人間界でシャウトモン、バリスタモン、ドルルモン、キュートモン、テイルモンを人間の姿（スターモンズはアヒルの親子）に変身させた。自身はオタク風の男性に変身したが、テイルモンに難色を示され彼女とアカリの指南を受けて青年に変身した。
タイキとコトネのクロスローダーを参考に3つのクロスローダーを複製し、デジモンの痕跡を消しに人間界に行った際はクロス・コードを持つ人間を探してジェネラルとしてスカウトしようとしていた。数百年前に一度消滅してしまったらしくテイルモンが永い時間をかけてデータサルベージし復元した模様（完全に復元されたわけではない）。
しかし、第19話でズィードミレニアモンの「タイムデストロイヤー」から大魔殿を探索していたクロスハートのメンバーを庇い、タイキたちにズィードミレニアモンが強制デジクロスした姿であることを伝えてくれとテイルモンたちに頼み、時空の彼方へと消えた。
Web漫画ではその後が語られている。ズィードミレニアモンの攻撃で時空の彼方に飛ばされ、超次元空間を彷徨っていた（複製したブランクのクロスローダーの力で浸食から守られていた）。その中で時空の亀裂から、自分がシャウトモンと出会うより1年ほど前の息絶えそうなシャウトモンを見た。そして、ホメオスタシスの予言に狂いを与えバグラモンの計画のイレギュラーとなった存在は自分なのだということに気付いた。その後、物語の辻褄を合せるために、シャウトモンが息絶えそうなその時より2か月後のタイキにコリドーゾーンでの戦いを夢として見せ、クロスローダーの力と自分の魔術を応用させることで時空の異なるシャウトモンとタイキたちの時空を繋げ、人間界でシャウトモンと出会ったタイキにクロスローダーを渡し、導きの言葉をかけた。
アニメ版では最初にタイキにクロスローダーを渡しデジタルワールドに導いた謎の声の正体はデジメモリに封印された守護騎士団のリーダーであるオメガモンだったが、漫画版ではウィザーモンである。
テイルモン
コリドーゾーンで初登場。ウィザーモンと縁あって共に旅をしているデジモン。一人称は「アタシ」または「私」。
人間界では、ウィザーモンの魔法で大人の女性に変身した。
その昔、人間界に迷い込んだことがあり、その時知り合った人間の少女としばらくデジタルワールドを冒険していたためある程度人間界に詳しい。
かつて消滅したウィザーモンをいくつもの世界を渡り歩いてデータを回収し、数百年の時間をかけ再生させた。
最終決戦ではデジモンたちが進化の力を取り戻したことで、エンジェウーモンへと進化した。
第21話（最終話）では自分たちを庇い再び消えたウィザーモンを探し出すと誓い、「あの子」のもとへ2人で帰るために再びウィザーモンを探す旅に出た。
シルフィーモン、空母ホエーモン
タイキたちがデジタルワールドに戻って来てからジュピターゾーンでの決戦の間に経緯は不明ながら仲間になったデジモンたち。空母ホエーモンは本作品のみで登場したデジモンで、複数の個体が母艦として空中を浮遊している。シルフィーモンは第16話しか登場しなかった。
そのうちの空母ホエーモンのモデルであるホエーモンはアニメ版第2期第8話（通算第38話）ではサイバーランドを巡回するバグラ軍の飛行艦として登場した（その正体は前述のアンドロモンと同様デジモンではなく、この国のデスジェネラルであるスプラッシュモンが召喚するドリッピンに操られた人形であったことが第9話〈通算第39話〉で判明した）。

#### ネネとコトネのクロスローダー
スパロウモン
成長期・鳥型デジモン・データ種。
小型戦闘機のような姿をしたデジモン。アイランドゾーンにて自らが滅ぼしたネプトゥーンモンの軍の残骸が晒されるのと同時に初登場。ネプトゥーンモンの軍をあっさり倒し、さらに、全く戦いがいの無い敵だったと馬鹿にした。
赤子だったころにデジタルワールドに迷い込んだネネとコトネに出会い、2人と共に数年間デジタルワールドで旅をしていた。コトネが意識を失った際にスカルナイトモンとデッドリーアックスモンと出会い、コトネを助けるために共に行動していた。
スイーツゾーンのウェディンモンとの戦いで初めてタイキたちの前に姿を現す。その際バリスタモンとの交流を通してタイキたちに心を開き、レインゾーンの決戦以降は経緯は不明ながらコトネと共にクロスハートと行動を共にしている。
デジモンの痕跡を消すために人間界に行った際にはウィザーモンの魔法で中性的な外見の少年の姿に変身した（単行本第3巻の裏表紙でも登場したが、本編には登場しなかった）。
バグラ大魔殿でのタクティモン戦では、コトネの想いの力を受けてラプタースパロウモンに進化した。
第21話（最終話）で最終決戦が終結した後はネネとコトネが人間界へ帰る際、二人と別れるのを悲しんでいたが、アルフォースブイドラモンの頼みでネネとコトネと共に人間界へと旅立った。その際はバロモンの魔術で小鳥の姿に変身している。
スパロウモンAB（アフターバーナー）
本作品のみで登場したデジモン。スパロウモンとバリスタモンがデジクロスした形態。第7話および第8話で登場。後部ブースターに変形したバリスタモンが体に食い込んだ姿になり、彼の馬力が加わることで通常のスパロウモン以上の高速飛行が可能となっている（しかし、タイキとバリスタモンは酔ってしまい、バリスタモンはもうクロスしたくないと言った）。
ジェットスパロウ
第9話で登場。ネネを助けるためにシャウトモン、アカリ、ゼンジロウを乗せて黒水晶宮（ダーク・クリスタルパレス）に突入した。アニメ版や公式イラストと違いスパロウモンの頭はそのままとなっている。
アニメ版では第3期を除き、何度か登場しているが、漫画版では1回しか登場しなかった。
ラプタースパロウモン
成熟期・サイボーグ型デジモン・データ種。
本作品で初登場したデジモン。コトネの想いとクロスローダーの力を受けてスパロウモンが進化した姿。全身がクロンデジゾイドの装甲に包まれている。腕は無くなったが巨大な脚が生え、名前に違わず猛禽類を思わせる姿になっている。必殺技は相手を足で掴んで上空から叩きつける「ラプターグラップル」。
モニタモン
成長期・ブラウン型デジモン・データ種。
いつもネネに付き従っているブラウン管テレビ型の忍者デジモン。主に3体で行動し、漫画内に同時に登場した数の最大は3体いる。レインゾーンでの戦いの後に経緯は不明ながらコトネ、スパロウモン、モニモンと共にクロスハートに加入した。
モニモン
幼年期II ・ブラウン型デジモン。
登場は僅かで、ネネに抱えられていることが多い。レインゾーンでの戦いの後に経緯は不明ながらコトネ、スパロウモン、モニモンと共にクロスハートに加入した。
デジモンの痕跡を消すために人間界へ行った際にはウィザーモンの魔法でカピバラの姿に変身していた（単行本第3巻の裏表紙でも登場したが、本編には登場しなかった）。
第21話（最終話）で最終決戦が終結した後はネネとコトネとスパロウモンに付き添う形で人間界へと旅立った。その際はバロモンの魔術で再びカピバラに変身している。
ペックモン、シュリモン
スイーツゾーンで初登場。ネネの配下であるデジモンたち。ペックモンは幻術を使って風呂場でアカリを眠らせた。
レインゾーンでの戦いの後に2体共経緯は不明ながらコトネと共にクロスハートに加わった。
その内のシュリモンはアニメ版ではシノビゾーンにてムシャモンの配下デジモンとして黒い個体が登場した。

### ブルーフレア

#### キリハのクロスローダー
グレイモン
成熟期・恐竜型デジモン・ウィルス種。
キリハの配下であるティラノサウルスタイプの恐竜型デジモン。アニメ版とは異なり、感情豊かで熱しやすい性格だが、後にアニメ版第2期からは度々会話するシーンが増えている。キリハにも反対意見を述べ、自分の意にそぐわないとジェネラルを殺すことも厭わないとも言われているが、キリハに駄々をこねるなど子供っぽい面もある。
相手の言葉を理解できなくとも拳を交えて意気投合することができ、意思疎通のできないサイバードラモンを仲間に迎えた。
人間界にやって来た際には、バロモンの魔法によって大男に変身した。
第21話（最終話）での最終決戦後に人間界に帰るキリハから「安い死に方だけはするな」と最後の命令を受け別れた。
メタルグレイモン
完全体・サイボーグ型デジモン・ウィルス種。
力と装甲を備えたキリハの主戦力デジモン。グレイモンとメイルバードラモンがデジクロスした戦術強化型形態。シャウトモンX4と同程度の力を持つ。第10話にてレインゾーンの決戦ではジークグレイモンに進化した。
メタルグレイモン＋サイバーランチャー
完全体・強化型デジモン・ウィルス種。
メタルグレイモンにサイバードラモンがデジクロスした武装重火器形態。サイバードラモンが変形した強力な長距離砲「サイバーランチャー」を構える。第9話のみで登場し、黒水晶城（ダーク・クリスタルパレス）を狙撃し儀式を中断させた。
アニメ版でも登場。
ランページグレイモン
本作品のみで登場したデジモン。メタルグレイモン、バリスタモン、ドルルモンがデジクロスした形態。第9話から第10話まで登場。背中にバリスタモン、胸にドルルキャノン、右腕にドリルとなったドルルモンの顔がクロスしている。クロスハートとブルーフレアが黒水晶宮（ダーク・クリスタルパレス）に突撃する際に先陣を切った。全身の砲台から「ギガテンペスト」を放つ。
ジークグレイモン
究極体・サイボーグ型デジモン・ウィルス種。
メタルグレイモンが進化（アニメ版では超進化）した姿。第10話にてミレニアモンとの戦いで初登場。オメガシャウトモンと協力し、ミレニアモンを時空の向こうへと押し返した。
アニメ版では漫画版より先駆けて第2期第2話（通算第32話）にてドラゴンランドのデスジェネラルであるドルビックモンとの戦いで初登場。
メイルバードラモン
成熟期・マシーン型デジモン・データ種。
キリハの配下である猛禽タイプ飛行型のマシーン型デジモン。キリハにアドバイスを与えたりもする頭脳派な面を持ち、キリハの成長を喜ぶ一面も見せる。
人間界にやって来た際には、バロモンの魔法によって長身の黒服の男に変身した。
第21話（最終話）での最終決戦後にキリハが人間界へ帰る際には「俺はお前と肩を並べて戦えたことを誇りに…」と泣いて別れを告げた。
Web漫画では、シャウトモン、スターモン、ベルゼブモンと共に戦っている姿が描かれている。
サイバードラモン
完全体・エイリアン型デジモン・ワクチン種。
キリハの配下であるデジモン。並のデジモンよりもはるかに思考能力が高く思考システムが異なっているため意思疎通が困難であるが、強者を求めてさまよっていた際、グレイモンに目を付け三日三晩殴りあった結果グレイモンとなんとなく意思の疎通が可能になりブルーフレアに加入した。アニメ版では技の名前を叫ぶ以外、台詞はほとんど無い。
アニメ版では第3期を除き何度か登場しているが、本編では第8話から第10話まで登場しそれ以降は出番が無くなったが、第21話（最終話）の扉絵では登場している。
ガオスモン、ボムモン
ブルーフレアの雑兵であるデジモン。ボムモンは特別編1やズィードミレニアモンの体内で活躍した。
バロモン
スノーゾーンで初登場。クロスハートに同行しているウィザーモンと同様に、デジモンを人間の姿に変身させる魔法を使える。人間界ではグレイモンとメイルバードラモンを人間の姿に変身させた。
第21話（最終話）で最終決戦が終結した後はネネとコトネに付き添い人間界へと旅立った。変身の魔術でスパロウモンたちを動物の姿に変身させている。
デッカードラモン、ドーベルモン、ラーナモン、ハヌモン、ブリザーモン、カメレモン
レインゾーンでの戦いの後、経緯は不明ながらブルーフレアに加わったデジモンたちで、クロスハートと同様にレインゾーンの黒水晶宮（ダーク・クリスタルパレス）で氷漬けにされていたデジモンも含まれている。アニメ版ではブルーフレアの主力デジモンの一体であるデッカードラモン（成熟期・サイボーグ型デジモン・ウィルス種）は第11話でのキリハの紹介の1コマしか登場シーンは無い。また、ラーナモンはキリハに惚れている様子を見せている。
その内の一体であるデッカードラモンはアニメ版では漫画版より先駆けて初登場。第1期での当初はフォレストゾーンの守護神として登場し、後にキリハの心に強い愛を感じブルーフレアに加入する。ここではメタルグレイモンとデジクロスし強襲突撃形態のデッカーグレイモンになり、キリハと共に戦ったが、漫画版ではデジクロスしなかった。第2期第13話（通算第43話）で一度消滅しキリハの心に深い悲しみを与えたが、第24話（通算第54話、第2期最終話）でダークストーンがタイキの手に渡ったことで復活し彼と再会を果たした。他のデジモンであるドーベルモンは第2期では元ブライトランドのデスジェネラルであったアポロモンの配下デジモンとして登場し、第3期では別個体がデジモンハンターである少年の真下 ヒデアキ（ましも ヒデアキ）が所有するデジモンとして登場した。

### バグラ帝国
バグラモンがイグドラシルのメインフレームに記録されている、かつて生きていたさまざまなデジモンのデータを復元し仮初めの魂を吹き込み軍団の基礎を作り、タクティモン、リリスモン、ブラストモンを初めとする各地の悪のデジモンを引き入れることで作られた帝国。
アニメ版とは違い、第2期で登場した新幹部であるデスジェネラルは所属していない（ただし、単行本に収録されているオマケ漫画「ばぐら家の横顔」では登場している）。
アニメ版では後に改心し離脱した一部のデジモン（グレイドモン、オレーグモン、アポロモンの三体。他にもコードクラウンの力で復活した元バグラ軍のデジモンも含む）は除き全滅したが、本作では逆に改心し離脱したデジモンはおらず、一部の者は生存している。
バグラモン
究極体・魔王型デジモン・ウィルス種。
バグラ軍皇帝で、スカルナイトモン（ダークナイトモン）の兄。かつては死を司る高位の大天使デジモンだったが、一度ある姿に生まれついたデジモンは死ぬまでその性質を変えることは無く、善は善、悪は悪として生きなければならず、悪に生まれたデジモンは世界を呪うことを宿命づけられいつか必ず正義の元に全ての名誉を奪われて滅ぼされる、といったデジタルワールドの不平等なありように疑問を抱き続けていた（弟のことは「決して世界を愛せなかった哀れな弟」と不憫に思っていた。しかしアニメ版では逆に「貴族を名乗り格好ばかりをつけて生きてきた哀れな弟」、「理想と信念を持っていない」と完全に見限り、精神を貫き消滅させた）。そのことを何度も神「ホメオスタシス」に話したが、「見守るように」としか返答しかしてこない神「ホメオスタシス」に業を煮やし、この世界の仕組み自体が間違っているのだと戦いを挑むが敗れ、その半身を裁きの雷で焼かれ、辺境の地に堕ちた所を、失われた右半身を偶然発見した情報樹「イグドラシル」から削り出した義肢で補い、莫大な力と知識を得て、この世界の進化の概念の秘密を知った。
右目の千里眼である「インビジブルスネークアイズ」によって、魂を構成するプログラムの全てを解析されたデジモンは一寸の思考すら自由にならない。右腕の「アストラルスナッチャー」は魂を弄ぶ魔手で、デジモンの魂を抜き去り他のデジモンの肉体に変えることができる。
「荒野の賢人」と呼ばれ様々な知識に精通し、バクラ軍のデジモンが比較的自由にゾーンを移動できる技術やデジモンを吸収合体させる技術、さらにはデジクロス、クロスローダーといったものまでもがバグラモンによってもたらされた。
悪に生まれついたデジモンたちの拠り所を作り、世界の行く末を見極める力を得るためにバグラ軍を作り出した。
人間の希望の心は未来への虚無感や絶望の心を克服できるかを試すために、クロスローダーを作り「素養」のある少年少女（キリハ、ネネ、コトネの3人。タイキは除く）を召喚し、人の絶望の心を反映して生まれたデジモンであるダークナイトモン（スカルナイトモン）には、その絶望としての可能性を確保するためにシェイドモンの幼生を与え、絶望と希望の相克の戦いを作った。
それらの長い戦いを通じて、バグラ大魔殿での戦いで、人の希望の心は絶望の心に克服できず人の心には膿み腐っていくだけの未来しかないので、人の心を照らし出され認識させるデジタルワールドもいずれ醜さと苦痛に飲み込まれるという結論を出し、ズィードミレニアモンの力でデジタルワールドと人間界を滅ぼすことを決意した。
ダークナイトモンにシェイドモンを託す際、無意識のうちに希望を願っていたように、最終決戦の中でデジタルワールドのデジモンたちに進化の力を取り戻った様子を見て、人の心の可能性への考え方を改めた。最期はアルゴモンの攻撃から弟のスカルナイトモンを庇い倒される。その際、弟には愛と報いの言葉を贈った。
Web漫画では、全ての戦いが終わった後はデジタマになっていたことが判明し、八神ヒカリの姿をしたホメオスタシスが抱いている姿が描かれている。
アニメ版とは違い、ダークネスバグラモンにはならなかった。
特別編2ではスタディーゾーンで登場し、皇帝陛下ではなく校長陛下として非常に長い全校朝会のスピーチを行ってタイキたちを苦しめた（ただし多くのメンバーが眠っただけで、その中にはリリスモンとブラストモンもいた）。
単行本に収録されているオマケ漫画「ばぐら家の横顔」では校舎がバグラ大魔殿のばぐら第一中学校の校長になる。
アニメ版では設定は同じだが、漫画版とは違い究極の破壊の日「D5（ディーファイブ）」の実現を目論み、不完全な人間を滅ぼし世界を作り替えるという理想や信念を抱いていた。第2期第22話（通算第52話）でダークナイトモンに裏切られ強制デジクロスによって肉体を乗っ取られてしまうが、続く第23話（通算第53話）でダークナイトモンの思惑を見抜いており（「上手くいかないことも見抜いていた」とのことで、実際その通りになった）、逆にダークナイトモンの肉体を吸収してダークネスバグラモンになり、続く第24話（通算第54話、第2期最終話）での最終決戦ではシャウトモンX7 スペリオルモードに対し「弱者のデータの集まりだ」と侮蔑しながらも、それに対抗するためアストラルスナッチャーと現実世界の破片（瓦礫）を吸収し、同等の大きさを誇るメガダークネスバグラモンに巨大化するも、「ファイナルクロスブレード」による一撃を受け消滅した。しかし、完全に消滅したわけではなく、第3期で人間の老人である時計屋のおやじとして転生し、タイキたちの守ろうとした世界に興味を抱き、世界を救うために行動していた。

#### 三元士
バグラ軍の最高幹部。アニメ版以上に強敵とされている。バグラモンの下へと集結し忠誠を誓った「怪物」と称される強豪デジモンたちで、その実力は凄まじく1体1体がロイヤルナイツを苦戦させ単身でゾーン一つを破壊してしまう力を秘めている。これほどの強豪揃いであるが、本来ならば各人の性質ゆえどこかの勢力に属すことも自ら動くことが無いためにロイヤルナイツの警戒網から外れていた。三元士はロイヤルナイツにとっても予想外の面子で、ロイヤルナイツを圧倒した。
アニメ版ではバグラモンは最も多くのコードクラウンを集めた三元士を後継者に指名するとしており、互いに競い合いながら各地のコードクラウンを狙うという設定になっている。後に第30話（第1期最終話）でタクティモンが倒され、第2期第18話（通算第48話）でリリスモンとブラストモンが倒され全滅したが、本作ではタクティモンは第19話で倒されたが、リリスモンとブラストモンが最後まで生存するという展開になっている。
タクティモン
究極体・魔人型デジモン・データ種。
リリスモンとブラストモンに勝るほどの武力と知謀を持ち合わせながら、それまで一度もデジタルワールドの歴史に名の出たことの無い謎の魔人。一人称は「私」で、好きな言葉は「パーフェクト」。バグラモンの悲願成就を完璧な形での完遂を目論む。
その正体は「蛇鉄封神丸」を振るうために武人デジモンの数万年分の怨念のデータを練り固めて作られたデジモンである。
デジタルワールドを分断するためにバグラモンによってゼロアームズ＜オロチ＞のデータを元に建造された刀「蛇鉄封神丸」を携え、その強力な力故にデジタルワールドをゾーンごとに分断した後はバグラモンにより鞘に封印され力を抑えられていた。
バグラ大魔殿での戦いでは、第17話でバグラモンにより「蛇鉄封神丸」の封印を解かれ、リリスモンと共にシャウトモンX7を倒し、止めを刺されかけたシャウトモンを庇ったスターモンにも瀕死の重傷を負わせるが、続く第18話では少年少女たちの想いの力により進化したデジモンたちがデジクロスしたシャウトモンEX6（イークロスシックス）とシューティングスターモンの連携攻撃である「リュウセイロックダマシー」を防ぎきれず敗れ、さらに続く第19話ではその散り際に「武人の本懐を遂げ、数万年分の呪詛も今ここに晴れた」と歓喜し、シャウトモンたちの夢を「この堅物がかかと笑う未来とな……面白いっ…!!!」と期待して彼らを称えながら桜吹雪のように散って行き、三元士の中で唯一、ダークナイトモンに取り込まれることなく倒された。
アニメ版では第29話でのソードゾーンにてタイキやキリハたちと闘い、封印を解いた「蛇鉄封神丸」で圧倒するも、シャウトモンX5Bとデッカーグレイモンによって人間界へ飛ばされ、続く第30話（第1期最終話）ではそこでデジタルパワーを吸収し続け巨大化し、破壊の限りを尽くし荒れ狂ったが、最期はオメガシャウトモンに倒され、彼が人間界に遺した太刀である「蛇鉄封神丸」は、第2期第22話（通算第52話）でバグラモンが人間界に侵攻するための鍵となった。
特別編1ではスタジアムゾーンで審判を務め、タネガシマでスタートの合図をしようとするもドンドコモンに阻害されてしまい、その後はコードクラウンがトイレに流れていくのを見届けた後、タイキたちの健闘を称えて去っていった。特別編2ではスタディーゾーンで算数（数学）教師を務め、皇帝陛下ではなく校長陛下であるバグラモンの全校朝会のスピーチで眠っていたリリスモンとブラストモンに三角定規で「鬼神突」を繰り出して起こし、「定積分」の問題を出すもバリスタモンに解かれてしまい、かなり落ち込んでいた。
単行本に収録されているオマケ漫画「ばぐら家の横顔」ではばぐら家の父になり、長女のネネに厳しいが親バカになる。
リリスモン
究極体・魔王型デジモン・ウィルス種。
一人称は「アタシ」または「あたし」または「私」。魔王級デジモンながら刹那的な目的でしか動かないことから、ロイヤルナイツの警戒網からは外れていた。
スイーツゾーンで初めてタイキたちの前に姿を現した。快楽主義的であるが相手を分析する冷静さを併せ持つ。直接的な戦闘能力は三元士中最も低いとされているが、細身でありながらダークナイトモンを軽々持ち上げる怪力を誇り、右腕のナザルネイルはあらゆるものを腐食させる力を持ち、触れられたダークナイトモンは左腕をそぎ落とした。
キレると「爆発」してしまい（アニメ版では爆発すると言動が激しくなり、周囲のデジモンたちを無理矢理合体させ強化・使役するようになるという設定になった）、第12話では3つ目のゾーンを破壊してしまい、バグラモンに厳しい罰を与えられながらも、むしろ狂乱するほどに歓喜してしまう。淫乱と暴虐は、どこまでも哀しいほどにリリスモンというデジモンの本質であり、その本質ゆえか背徳の化身で邪悪な存在で触れることも近づくことも傅くことさえ許されない自身が高尚で神聖な存在であるバグラモンに支配され弄ばれることに背徳的の感情を懐き、その感情に酔いしれ喜びを見出してしまっている。
バグラ大魔殿での戦いでは、第17話でブラストモンを吸収したダークナイトモンに戦いを挑むが敗れ、描写は無いものの強制デジクロスで取り込まれるが、ズィードミレニアモンが強制クロスオープンされた後は描写は無いものの元に戻り、最終決戦後はデジタルワールドを彷徨い、ブラストモンの背中に乗り、バグラモンの死（失恋）を悲しんでいた。
Web漫画では、元気を取り戻し性懲りもなくシャウトモン、スターモン、メイルバードラモン、ベルゼブモンと戦っている姿が描かれている。アニメ版とは違い、ベルゼブモンとの因縁の経緯は描かれていない。
アニメ版第2期ではブラストモンと共にデジタルワールド再統合後はデスジェネラルの台頭により、ランドの支配などの重要な任務からは外されている。休暇から復帰した後にはダークナイトモン直属の部下に配属され、ユウのダークネスローダーでブラストモン・彼の配下である3体のイビルモンズと強制デジクロスし露出の多い格好となっている。その後は暫く登場しなかったが、第16話（通算第46話）で再登場しブライトランドのヘルズフィールドにてベルゼブモンと戦うも敗れ、第18話（通算第48話）で復讐を果たすためブライトランドのデスジェネラルであるアポロモンの闇の人格であるウィスパードに唆され、彼の量産型ダークネスローダーによってブラストモンと強制デジクロスし魔獣リリスモンに変貌し暴走するも、最期はベルゼブモンによって止めを刺されブラストモン共々消滅したが、漫画版ではブラストモンと共に最後まで生存した。
特別編1ではスタジアムゾーンで解説を務め、特別編2ではスタディーゾーンでデジ国語の教師を務め、「デジモン文字」の問題を出すもジジモンに解かれてしまった。
単行本に収録されているオマケ漫画「ばぐら家の横顔」では豆腐店りりす屋の店員になり、ジャージを着て昔ながらに自転車で豆腐を売って回っている。
ゲコモン
第12話でリリスモンが3つ目のゾーンを破壊した際に、バグラモンが罰として、一時的にリリスモンの魂をこのデジモンの肉体に移し変えた。
アニメ版ではスイーツゾーンの住民として登場している。
ブラストモン
究極体・鉱物型デジモン・ワクチン種。
アニメ版では漫画版に先駆けて第1話からシルエットの状態で初登場し、その後は第3話、第10話では顔をシルエットで隠している状態で登場し、第12話で本格的に登場する。本作品では当初はほとんど出番が無かったが、第2話ではシルエットの状態で登場、第10話では全体像が判明、第12話より存在感を増すようになる。
北方の山地で天災の如く恐れられていたが、気まぐれで、何らかの組織に所属することなどないとロイヤルナイツに思われていた。
アニメ版と同じく、変わった技名を付ける癖がある。また、自身の体の破片から分身（顔こそ本人だが、体は痩せている）を作り出し意志を乗り移らせて操る能力を持っているが、本作ではその能力は使わなかった。
圧倒的なパワー、強固な装甲はタクティモンを遥かに凌駕する単体ではデジタルワールド最強の生命体の一角で、単身で一軍に匹敵するとも言われ、「天災」と表現される戦闘力を誇る。だが、キリハの投げやりな嘘に簡単に騙されてしまうように、一言で言えば「バカ」である。簡単な嘘に信じてしまうほど単純な思考であるが、その思考ゆえに思い込みが強く唯でさえ一撃一撃の攻撃が必殺の域であり、さらに気合を入れた一撃は凄まじいものになる。第14話でダメモンに唆されランチ目的で人間界に侵攻する。続く第15話でオメガシャウトモンとジークグレイモンを圧倒するが、シャウトモンX6に敗れ、傷ついたところをダークナイトモンに強制デジクロスされてしまうが、ズィードミレニアモンが強制クロスオープンされた後は描写は無いもののリリスモンと共に元に戻り、最終決戦後はデジタルワールドを彷徨い、リリスモンを背中に乗せ宝石を食べている姿が描かれた。
アニメ版では第26話でシャウトモンX5Bに敗れ、頭部だけとなり、所持していた全てのコードクラウンがクロスハートに奪われ、戦線離脱となった（本人曰く「体が元通りになるまで何百年も掛かる」らしいため）。第2期では休暇から復帰した後にはダークナイトモン直属の部下に配属され、ユウのダークネスローダーでリリスモン・配下である3体のイビルモンズと強制デジクロスし鉄球型の武器となっている。その後は暫く登場しなかったが、第16話（通算第46話）で再登場しブライトランドのヘルズフィールドにてベルゼブモンと戦うも敗れ、第18話（通算第48話）にてブライトランドのデスジェネラルであるアポロモンの闇の人格であるウィスパードの量産型ダークネスローダーによってリリスモンと強制デジクロスし魔獣リリスモンの下半身を構成する。最期はベルゼブモンによって止めを刺されリリスモン共々消滅したが、漫画版ではリリスモンと共に最後まで生存した。
特別編1および特別編2（『最強ジャンプ』に掲載され、どちらも単行本第3巻に収録）では、本編に先駆けて多くの出番があり、一人称が「俺」や「俺様」になったり、オネエ口調になったりしていた。特別編1ではスタジアムゾーンで選手として出場し、特別編2ではスタディーゾーンで図画・工作の教師を務め、自身を「美の天使」と名乗り、スケッチする課題を出しシャウトモンとバリスタモンとドルルモンがあまりにも下手な絵を描いたことで怒り狂ったが、キュートモンが描いた絵を見て合格を言い渡した。
単行本に収録されているオマケ漫画「ばぐら家の横顔」では高校受験真っ只中のばぐら家の長男になる。この時は眼鏡を付けるが、時々素顔に戻ることがある。好きな哲学者はルートヴィヒ・ウィトゲンシュタインとハイデガーで、エドワード・ウィッテンの論文を読むのが趣味だったり、漢文が好きで陶淵明や白居易の詩を読んでいる。
アニメ版とは違い、リリスモンをアニメ版でのあだ名である「リリたん」ではなく、「リリちゃん」というあだ名で呼んでいるが、タクティモンとは少しだけしか関わらず、彼を「タクちゃん」というあだ名で呼ばなかった。

#### その他のバグラ軍関係者
マッハレオモン
本作品のみで登場したデジモン。バグラ軍のグリンゾーン方面司令のデジモン。アニメ版で登場したタクティモンの配下であるマッドレオモン（成熟期・アンデッド型デジモン・ウィルス種）とデザインもストーリーのポジションもほとんど同じだが、こちらは両手に武器を持ち俊敏な攻撃をしてくる。シャウトモンX2に撃退された後、タクティモンにチャンスを与えられ茸の里を襲撃するが、実際はタクティモンの計画の捨て駒にされており、奈落（アビス）のトリュフを手に入れマッシュアップドマッハレオモンになり暴走し、シャウトモンX3に倒された。
『最強ジャンプ』第1号の特別編でのあらすじ紹介ではマッドレオモンが1コマだけ登場している（マグマゾーンでのタクティモンの配下であるエンシェントボルケーモンとレイクゾーンでのリリスモンの配下であるダイペンモンもこのコマで登場している）。マッハレオモンは漫画内では髪が白く描かれ鋭い目付きをしているのに対し、マッドレオモンは漫画内では髪が黒く描かれ丸い瞳になっている。
マッシュアップドマッハレオモン
本作品のみで登場したデジモン。マッハレオモンが奈落（アビス）のトリュフの力を手に入れ、ドリモゲモンたちを吸収合体した姿。
スカッドミサイモン
本作品のみで登場したデジモン。奈落（アビス）のトリュフの力でミサイモンが暴走した姿。
マンモン、ライノモン、プテラノモン、ミノタルモン、バルブモン、トループモン
バグラ軍の雑兵で複数体いる。トループモンはタクティモンと同様、バグラモンにより生み出されたデジモンである。
ムシャモン
第3話、第4話、第11話で登場。タクティモンの配下デジモンで複数体おり、彼のことを「御大将」と呼んでいる。
アニメ版ではシノビゾーンでのブラストモンの配下デジモンとして1体が登場している。
ネプトゥーンモン
バグラ軍のアイランドゾーン方面司令のデジモン。本作品ではタイキたちの知らないところでスパロウモン1体に軍隊ごとあっさり全滅させられた。
アニメ版ではタクティモンの配下として登場し、第4話から第6話にかけて戦い倒されたが、その後全てのコードクラウンの所有者が決まった後は善良なデジモンとして復活し、元々はアイランドゾーンの住民だったことが示唆されている。
プチメラモン、チョロモン、カプリモン、ポコモン、グミモン、ホップモン、モクモン、ツメモン、ヤーモン、ワームモン
バグラ軍にいた時にドルルモンが訓練していた10体の幼いデジモンたち。タクティモンの作戦の捨て駒にされてしまい、それをきっかけにドルルモンの戦い方は変わっていった。
アルカディモン、プレシオモン、グランクワガーモン、グリフォモン、ホウオウモン、プクモン、メタルシードラモン、ペタルドラモン、セフィロトモン
アルカディモン、プレシオモン、グランクワガーモン、グリフォモン、ホウオウモン、プクモン、メタルシードラモンは究極体。ペタルドラモン、セフィロトモンはハイブリッド体（2体共ビーストスピリットで進化した姿）。
第16話にてジュピターゾーンでの戦いで登場した9体のデジモンたち。アルカディモンは究極体の姿で登場し、セフィロトモンは4体登場。いずれも伝説の中で目にするような魔獣ばかりであるが、連合軍には敵わなかった。プレシオモンはデュナスモンの「ブレス・オブ・ワイバーン」に、グランクワガーモンはロードナイトモンの「アージェントフィアー」に、アルカディモンはクロスハート・ブルーフレア連合軍、ロイヤルナイツと善戦するが、ドゥフトモンの作ったワクチンプログラムを受けたアルフォースブイドラモンの「ドラゴンインパルスX」によって倒された。なお、グリフォモン、ホウオウモン、プクモン、メタルシードラモン、ペタルドラモン、セフィロトモン4体の顛末は明かされていないが、倒された可能性が高い。
デュナスモン曰く「かつて天界が急襲されたときはこれよりも遥かに大きな軍勢だった」とのこと。
その内の一部のデジモンたちはアニメ版でも登場し、グランクワガーモンは第19話でフォレストゾーンでのタクティモンの配下デジモンであるコンゴウモンの指示によって数百体の大群（グランクワガーモン部隊）で登場し、アルカディモンは第22話では完全体の姿でゾーンの狭間でのリリスモンの配下デジモンおよびペットとして登場し、プレシオモンは第3期第19話（通算第73話）では海底のデジクオーツでバリアを張ってデジタマを守っていた幻のデジモンとして登場し、セフィロトモンは第3期第21話（通算第75話）ではデジモンランドの真のオーナーとして登場した。

### トワイライト
アニメ版とは違い、バグラ軍に所属することはなかった。
ダークナイトモン
完全体・暗黒騎士型デジモン・ウィルス種。クロスオープンした姿であるスカルナイトモンは成熟期・アンデッド型デジモン・ウィルス種。デッドリーアックスモンは成熟期・魔獣型デジモン・ウィルス種。
スカルナイトモンとデッドリーアックスモンがデジクロスした姿。
スカルナイトモンはバグラモンの弟であり、大天使だった兄に反しスカルナイトモンは人の絶望の心をその魂に反映して生まれたデジモンで、生まれた時から世界を呪うことを宿命づけられ世界から忌み嫌われ蔑まれ憎まれ続けて生きてきた。
スイーツゾーンのリリスモンとの戦いで初登場し、その際にリリスモンのナザルネイルにより左腕を失っている。
シノビゾーンでスカルナイトモンとデッドリーアックスモンの状態でネネと意識を失ったコトネの前に現れた。ネネにダークネスローダーを作る過程でコトネを助け出せると語り、数百年待ち続けた自分の野望のために、ネネと共に行動し計画を進めていた。
レインゾーンに黒水晶城（ダーク・クリスタルパレス）という居城を持ち、大量の強豪デジモンたちやコトネを氷漬けにしていた。
ネネをダークネスローダーのジェネラルにするための儀式の最中に、自分のした話は嘘であり、ダークナイトモンが本当に求めていたジェネラルはコトネだという真実を話した。
普段は紳士的な振る舞いをするが、罪悪感に苦しみ絶望するネネを見て歓喜する外道である。
ネネの影の中に植え付けたシェイドモンにタイキ、ネネ、コトネを含む3人のジェネラルのクロス・コードを吸収させ、ダークネスローダーを作り出しコトネをダークネスローダーのジェネラルにするという計画を企てていたが、クロスハート・ブルーフレアとの総力戦の中で、コトネを守るためにクロス・コードの吸収は不完全なままではあるが、ネネが自らとシェイドモンを強制デジクロスを行い、ネネとシェイドモンが融合してしまったことで、計画は失敗する。
ネネと融合したシェイドモン、ツワーモンと共に逃亡し他の軍の日の目の当たらないところに隠れていた。三元士を取り込むと逆に取り込まれる危険があるため、強制デジクロスで様々なデジモンたちを取り込み強化していた。
その後、ツワーモンが変化したダメモンにブラストモンを人間界にへと誘い出させ、X6との戦闘で弱った所を強制デジクロスし吸収していった。
バグラ大魔殿での戦いでは約400体以上のキメラモン、ムゲンドラモンを引き連れ強襲を掛け暴れ回り、自らに挑んてきたリリスモンを弱らせ吸収する。しかし、さらに強力なデジモン取り込み続けたことで自らが何者かも分からないほどに自我が崩壊し、シェイドモンにミレニアモンと強制デジクロスさせられズィードミレニアモンに変貌したが、その後ズィードミレニアモンが4人分（タイキ、キリハ、ネネ、コトネ）のクロスローダーで強制クロスオープンされた際、第21話（最終話）で取り込んだデジモンたちと共にクロスオープンされスカルナイトモンとデッドリーアックスモンの姿へと戻る（無くなった左腕は戻っていた）。ガルフモン（名前のみの登場）を取り込んでからの記憶が無く、自我を取り戻し動揺していた所をアルゴモンに襲われるが、兄であるバグラモンに庇われ、愛と報いの言葉を受けた。最終決戦後には兄に言われた「聖騎士くらいやれるんじゃないかね？」という言葉を受け聖騎士のような白い鎧の体となって、ルミナモン、デッドリーアックスモンと共に兄の形見である角を巻きつけた杖を手に旅に出ている。
特別編2ではスタディーゾーンにて音楽教師として登場した。
単行本に収録されているオマケ漫画「ばぐら家の横顔」ではスカルナイトモンは両手の槍で容赦なく父であるタクティモンを容赦なく刺すばぐら家の末っ子になり、デッドリーアックスモンはペット（名前はポチ）になる。
アニメ版では設定は同じだが、ダークネスローダーの起動に必要な闇の力を探すため、ネネを脅迫して無理矢理協力させていた。第21話でついにダークネスローダーの復活を達成し、用済みとなったネネを放り出し、ダークネスローダーの力で配下のスカルグレイモン、スカルサタモンと強制デジクロスした（しかし、クロスハートとの戦いで解除された）。その後もダメモン（ツワーモン）を使い、バグラ軍の情報や動向を収集していた。第2期でのデジタルワールド再統合後はバグラ軍の魔殿提督となり、デスジェネラルこと七将軍を統べている（しかし、後に彼らを信用していなかったことが明かされた）。第22話（通算第52話）でバグラモンがD5を発動させた際、隙を見てバグラモンを攻撃し、デジクロスの力に目を付けたのはバグラモンを吸収するためであったことを明かし、ダークネスローダーの力でバグラモンを取り込むも、続く第23話（通算第53話）でバグラモンの強大な力を使いこなせず、シャウトモンからは「バグラモンより弱い」と言われ、またバグラモンにはその思惑を見抜かれており、「格好ばかり気にして理想と信念を持っていない」と完全に見限られ、精神をバグラモンに貫かれて消滅し、残った肉体はバグラモンのものになり、ダークネスバグラモンになった。
アニメ版ではダークナイトモンとなる以外に、デッドリーアックスモンが巨大な斧となってスカルナイトモンに武装される粉砕戦橆形態のビッグアックスモード、さらに騎乗する突撃形態の騎馬モード（どちらも成熟期・強化型デジモン・ウィルス種）にもデジクロスすることができるが、騎馬モードは単行本第1巻に収録されているオマケ漫画「ばぐら家の横顔 第5回」で披露され、ビッグアックスモードは披露されなかった。
ツワーモン→ダメモン
共に成熟期・突然変異型デジモン・ウィルス種。
ダークナイトモンの配下デジモン。ダメモンはアニメ版とは違い英語交じりの口調で話さず、「ダメダメ！」とも言わない。一人称は「私」（アニメ版での一人称は「ミー」で、二人称は「ユー」）。
ツワーモンはネネの監視役として付けられており、第10話にてレインゾーンでの戦いで初めて姿を現し、ダークナイトモンを援護した。アニメ版よりもさらに砕けた口調をしており、英語交じりの口調で話す。アニメ版の当初は英語交じりの口調で話していたが、第2期以降は侍口調で話すことが多くなった。アニメ版での一人称は「ミー」または「拙者」。また、アニメ版とは違いデジ忍法は使用しなかった。
ダメモンの姿でブラストモンを唆し、ブラストモンに人間界を襲わせる。その実体はバグラモンの配下で、ダークナイトモンに絶望としての可能性があるか判断する役割を持っていた。チューチューモンと共にアニメ版と比べ出番はかなり少なくなっており、第18話での登場を最後にその後の顛末は不明となっているが、第21話（最終話）での扉絵ではダメモンとしての姿で登場している。
ダメモンはアニメ版の当初はリリスモンのペットとして初登場し、第2期ではネネの弟であるユウのパートナーデジモンになっており、その正体のツワーモンはダークナイトモンとデジクロスして暗黒鳴動形態のムソーナイトモンになり、デッドリーアックスモンとデジクロスしてデッドリーツワーモンにもなった。ブライトランドのヘルズフィールドでの戦いにおいて第18話（通算第48話）で負傷し、続く第19話（通算第49話）でユウに「これからは一人で生きていかないといけない」と言い残して一度消滅してしまうが、その後は第3期第5話（通算第59話）でユウの心が強くなったことでようやく引き寄せられ、初めてユウと出会った公園にて改めて「ダメモン」として復活する。その際に「ユウが一人になっても戦えるほど強い心を持てるまで待っていた」と明かし、今度は超進化してツワーモンになり、黄色のクロスローダーを手にしていたユウの心強いパートナーデジモンとなった（チューチューモンとは決裂したため、背中の操縦席は失っている）。
チューチューモン
成長期・獣型デジモン・ウィルス種。
ツワーモン（ダメモン）の相棒。ツワーモン（ダメモン）と共にアニメ版と比べ出番はかなり少なくなっており、第18話での登場を最後にその後の顛末は不明となっている。
アニメ版では第2期第19話（通算第49話）で相棒のダメモンが息絶えそうな際も、悲しむ素振りなどは一切見せずに様子を傍観しており、第22話（通算第52話）でバグラ大魔殿にてユウを監視するも、続く第23話（通算第53話）でタイキとメルヴァモンとナイトモンたちが現れ、本来の姿である巨大な体になり彼らを襲ったが、バステモンによって倒され捕食された。
オニスモン
古代にデジタルワールドを荒らして周ったと言われ、デジタル空間の侵食を気にしないほど強力なデジモン。第8話から第10話まで登場し、第10話での登場を最後にその後の顛末は不明となっている。
ダスクモン
第9話から第10話でのレインゾーンで登場。長い間ダークナイトモンの腹心として仕えていたが、第10話でシェイドモンと融合したネネのダークネスローダーによ第7話にてスイーツゾーンでのリリスモンとの戦いで失ったダークナイトモンの左腕として強制デジクロスされた。その後ズィードミレニアモンが強制クロスオープンされた際に取り込んだデジモンたちと共にクロスオープンされたが、彼の生死は不明となっている。
本作品では公式イラストとは違い、兜で顔を隠しているため人の顔は少しだけしか見せていない。
シェイドモン
成熟期・種族不明のデジモン・ウィルス種。
本作品で初登場したデジモン。第8話の扉絵で本編より先に先行登場し、続く第9話から本格的に登場。実体は無く、人の影に潜み、宿主の絶望を吸収することで羽化（暗黒進化）する魔界のデジモン（公式設定では人の他にデジモンの影にも取り憑く設定になっている）。ダークナイトモンの計画の最後の要となるデジモンであり、彼によってその幼生がネネの影の中に植え付けられていた。タイキ、ネネ、コトネのクロス・コードを吸収し、憑代となるジェネラルに憑依することでダークネスローダーとそのジェネラルを生み出そうとするが、第10話にてネネに憑依していたことによりネネ自身と不完全ながら強制デジクロスをさせられた結果、ネネと融合し、彼女の肉体と意識を乗っ取って行動していた。ダークネスローダーを操り様々な強制デジクロスを行うことが可能で、ダークナイトモンからどんな仕打ちを受けようとも命令に忠実に行動していたが、その正体はツワーモンと同様、バグラモンがダークナイトモンに与えたデジモンであり、バグラ大魔殿ではバグラモンの命令に従いダークナイトモンとミレニアモンを強制デジクロスさせた。その後ズィードミレニアモンの体内でムーンミレニアモンとなってネネを幽閉していたが、第20話でネネの心が希望で満たされたことでルミナモンに進化する。
バグラモンがダークナイトモンにシェイドモンの幼生を託す際に、無意識のうちに願っていた希望がルミナモンへ進化する「可能性」となった。
ルミナモン
完全体・妖精型デジモン・ワクチン種。
本作品で初登場したデジモン。第20話でネネの心が絶望とは逆の希望で満たされたことでシェイドモンが進化（羽化）したデジモン。ネネとデジクロスした状態のまま進化しており（ただし、意識はネネになっている）、ネネの身体からは天使のような翼が生えている。
第21話（最終話）の最終決戦ではネネとクロスオープンし、ドルルモンには「可愛くなりすぎだろ」と言われた。ピンク色の体に白い頭を持ち、頭頂部から生えている耳はネネの髪型のような形をしているのが特徴。
最終決戦後にはスカルナイトモン、デッドリーアックスモンと共に旅に出ている。
マミーモン、ゴーレモン、ハーピモン、ファントモン、ゴリモン、レアモン、ブロッサモン
トワイライトの雑兵（マミーモンは第9話、ファントモン、ゴリモン、レアモンは第10話、ブロッサモンは第11話で登場）。マミーモンは伝令係として2体、ゴーレモンとハーピモンは複数体、レアモンは4体登場。ブロッサモンはネネとシェイドモンを分離させるための儀式に使われた。ゴーレモンとハーピモンの内1体はその後、経緯は不明ながらクロスハートに加入し、ゴリモンは第21話（最終話）で「XROS HEART」のライブの観客として登場した。
その内の一部のデジモンたちはアニメ版でも登場し、ゴーレモンはブルーフレアの主力デジモンとして登場し、レアモンはデータを抽出されたスイーツゾーンのデジモンたちが変貌した姿として登場し（マタドゥルモンとブレイクドラモンが倒された後は、全員元の姿に戻った）、ゴリモンは第2期ではブライトランドのデスジェネラルであるアポロモンの闇の人格であるウィスパードの配下デジモンとして登場した。
ムゲンドラモン、キメラモン
レインゾーンで初登場。その後、ジュピターゾーンでの決戦ではざっと数えて約400体以上もの個体が登場した（この数はアニメ版第2期で登場したグラビモン（キャニオンランドを支配するデスジェネラル）の配下であり雑兵であるヒポグリフォモンが200体、ケルベロモンが300体、ウェンディモンが500体、護衛にアヌビモンが2体で合わせると合計約1000体以上よりは少ない）。クロスハート・ブルーフレア連合軍（援軍であるロイヤルナイツも含む）、バグラ軍を関係無しに暴れていたが、ズィードミレニアモンに吸収された模様。
その内のムゲンドラモンはアニメ版ではサンドゾーンでのリリスモンの配下デジモンおよびペットとして登場した。

### 各ゾーンの住民
ババモン、マッシュモンの長老
ババモンはグリンゾーンの微笑みの里の住民で登場シーンでは常にジジモンの隣に座っている。マッシュモン長老は茸の里の長老。
その内のババモンはアニメ版ではシノビゾーンの住民およびモニタ城の姫として登場している。
オポッサモン、コエモン、エクスティラノモン
スイーツゾーンの住民。
その内のオポッサモンはアニメ版第3期では主要人物である洲崎 アイル（すざき アイル）のパートナーデジモンとして登場し、チョ・ハッカイモンに超進化する。
モニタモン長老、ヤタガラモン
シノビゾーンの住民。ヤタガラモンはアニメ『デジモンセイバーズ』版の姿である。
その内のモニタモン長老はアニメ版でもシノビゾーンの住民として登場している。
ゴツモン長老
コリドーゾーンのコードクラウンを持っていたデジモン。コードクラウンをタイキに渡した。
パンプモン、エレキモン、ノヘモン、バケモン
コリドーゾーンの住民。
その内のエレキモンはアニメ版ではスイーツゾーンの住民として登場している。

### ロイヤルナイツ関連
過去のバグラ軍の侵攻でデジタルワールドが分断されるのと共に散り散りになっていたが、デュナスモンらは第16話にてジュピターゾーンでのバグラ軍との戦いに駆け付けた。
この他にもスレイプモンとデュークモンが他のゾーンでバグラ軍の大部隊を討伐しているとドゥフトモンが語ったが、他のメンバーであるマグナモン、アルファモン、エグザモンの所在については不明となっている（残るガンクゥモン、ジエスモンは連載時点では未発表だった）。出番の無かったアルファモンらは単行本第4巻（最終巻）に収録されているオマケ漫画「ばぐら家の横顔 第2回」にてアルファモンの経営する寿司屋「寿司処 王竜剣」店内で作者に対して詰め寄っている場面がうかがえる（スレイプモンはイラストのみの登場）。
そのうちのオメガモンとエグザモンはアニメ版ではデジメモリに封印された守護騎士団の一員として登場した。
アルフォースブイドラモン
第13話から登場。神（ホメオスタシス）に仕えるデジタルワールドの守護騎士団・ロイヤルナイツの1人。ロイヤルナイツの仕える神「ホメオスタシス」の元で、仲間のロイヤルナイツと共に世界を守るために活動していた。
神の予言した「赤黒（しゃっこく）の双頭竜」の侵攻を防ぐために捜索をしていたが、突如現れたバグラ軍との戦いで敗れ、デジタルワールドは崩壊し、それに巻き込まれ人間界に飛ばされ帰れなくなってしまう。
タイキと出会った時点では、タクテイモンの武器である太刀「蛇鉄封神丸」に込められた瘴気によって修復能力を阻害され、彼との戦いで受けた両目の傷が癒えておらず失明状態だった。
師匠や聖騎士といった肩書にあまり慣れておらず、弟子たちから威厳を出すように一人称を「私」と直されているが、本来の一人称は「ボク」。過去にパートナーとデジタルワールドを周り、一度や二度世界を救ったことがある。また、少々子供っぽさがある。
人間界の瓦礫の中でひっそりと暮らしており、タイキと出会った。その後2か月かけてタイキのクロスローダーの中で傷をなんとか回復させ、バグラ軍との決戦に参加する。
第21話（最終話）で全ての戦いが終結した後は、タイキたちと別れ、また人間界でデジモン絡みの事件が起こった時のためにということで、スパロウモン、モニモン、スパーダモン、コロナモン、ルナモン（変身の魔術を使えるということでバロモンも付いていった）を人間界に帰るネネとコトネに託した。
単行本第4巻（最終巻）に収録されているオマケ漫画「ばぐら家の横顔」で、『デジモンアドベンチャー Vテイマー01』のゼロマルが大人になったら、というイメージでキャラ付けしたと明言されている。
スパーダモン
成長期・武器型デジモン・フリー種。
第13話から登場。アルフォースブイドラモンの弟子の騎士見習い。一人称は「僕」（アニメ版での一人称は「俺」または「僕」）。師匠と共に人間界の瓦礫の中でひっそりと暮らしており、タイキと出会いアルフォースブイドラモンのもとへ導く。
最終決戦後はコロナモンとルナモンと共にネネ、コトネに託され人間界へ向かった。その際はバロモンの魔術でライオンの姿に変身している。
アニメ版ではスイーツゾーンから登場し、シャウトモンX4（クロスフォー）とデジクロスして無双闘士形態のX4S（クロスフォーエス）になりタイキたちと共に戦ったが、漫画版ではデジクロスしなかった。コロナモンとルナモンと共にアニメ版とは違い離脱せず、最後まで残留した。
コロナモン、ルナモン
第13話から登場。スパーダモンと同じくアルフォースブイドラモンの弟子。師匠と共に人間界の瓦礫の中で暮らしていた。
最終決戦後はスパーダモンと共にネネ、コトネに託され人間界へ向かった。その際はバロモンの魔術でライオンの姿に変身している。
アニメ版ではルナモンはディスクゾーンから登場し、コロナモンはスイーツゾーンから登場した。スパーダモンと共にアニメ版とは違い離脱せず、最後まで残留した。
デュナスモン
第16話から登場。ロイヤルナイツのメンバー。登場時に早速「ブレス・オブ・ワイバーン」でプレシオモンを倒している。戦闘時には「ドラゴンズロア」をムゲンドラモン、キメラモン相手に放っていた（技名は叫んでいないが、「ドラゴンズロア」特有の弾丸が確認できる）。
「赤黒の双頭竜」ことズィードミレニアモンを葬り去るべく「ここで塵一つ残らず焼き尽くしてくれる」と豪語し、その威力は瞬間的にその威力は瞬間的に恒星のコアほどの高温に達し、ロイヤルナイツ屈指といわれる（ロードナイトモンからは「威力がありすぎて乱戦になると使えない」と言われ、さらにアカリからは「むしろあの人が世界滅ぼすんじゃないの……」と言われた）秘奥技である「ドラゴンコライダー」（漫画オリジナルの必殺技）を使用しバグラ大魔殿を一瞬にして蒸発させるが、ズィードミレニアモンには全く効かなかったどころか逆にそのエネルギーごと強制デジクロスで吸収されてしまったが、その後ズィードミレニアモンが強制クロスオープンされたことにより解放され、タイキとコトネを抱え、ネネ（ルミナモン）を背中に乗せて脱出した。
最終決戦後は描写は無いものの、デジタルワールドに残留した。
単行本第4巻（最終巻）の「ばぐら家の横顔 第3回」では、作者曰く「剛直な武人であり、圧倒的な火力で敵を駆逐するが、力に頼りすぎることもある」。
ロードナイトモン
第16話から登場。ロイヤルナイツのメンバー。登場時に早速「アージェントフィアー」でグランクワガーモンを倒している。非常に能天気でナルシストな性格であり、戦闘中でも呑気に歌っていたりする。必殺技である「スパイラルマスカレード」でキメラモンら相手に戦った。
最終決戦後は描写は無いものの、デジタルワールドに残留した。
単行本第4巻（最終巻）の「ばぐら家の横顔 第3回」では、作者曰く「マイペースなナルシスト。ちょっと変態だが、接近戦では最高の技量を誇る」。
クレニアムモン
第16話から登場。ロイヤルナイツのメンバーで、古兵（ふるつわもの）。必殺技である「エンド・ワルツ」でムゲンドラモンたちの侵攻を食い止めた。
最終決戦後は描写は無いものの、デジタルワールドに残留した。
単行本第4巻（最終巻）の「ばぐら家の横顔 第3回」では、作者曰く「実直な古兵。老練な技と無尽蔵な体力で敵軍に消耗を強い続ける」。
ドゥフトモン
第16話から登場。ロイヤルナイツのメンバー。過去にアルカディモンと対峙したことがあり、再戦の折には「ドットマトリックス」のワクチンプログラムを完成させていた。そのプログラムをアルフォースブイドラモンに託し、アルカディモン撃破に貢献する。その後はレオパルドモードになりキメラモン、ムゲンドラモンの大群と戦った。
最終決戦後は描写は無いものの、デジタルワールドに残留した。
単行本第4巻（最終巻）の「ばぐら家の横顔 第3回」では、作者曰く「クールな策略家。他者を動かしてスマートに戦略目標を達成することを好む」。
オメガモン
ロイヤルナイツのメンバーで、アルフォースブイドラモンの盟友。かつての戦いで、バグラモンとタクティモンを相手に奮戦するも、秘奥技である「オメガインフォース」をバグラモンとイグドラシルによってクラッキングされ倒された。
死後、その波動（コード）はシャウトモンへと受け継がれている（どのような経緯なのかは、本編でもWeb漫画でも語られなかった）。

### 超常の存在
ホメオスタシス
現在、ロイヤルナイツが仕える温和で保守的な『神』。後述のイグドラシルの失敗を教訓に建造された。
宇宙を構成する全てのデータを閲覧し演算する権限を持つが、その演算データが何を意味するかは逐一非常に複雑な解析をしなければ解読できない。稀に未来演算の結果の一部が鮮明に解読されることもあるが、それは偶然による要素が大きい。そのため、ロイヤルナイツは解読された一部のデータのことを『予言』と呼ぶ。
一度アルフォースブイドラモンがそう呼んだことはあったが、デジモンアドベンチャーで語られた「デジタルワールドの安定を望む者」と呼ばれる存在と同一かは不明となっている。
Web漫画では、全ての戦いが終わった後でのホメオスタシスからのバグラモンへの思いが語られており、八神ヒカリの姿をしたホメオスタシスがバグラモンのデジタマを抱いている姿が描かれている。
イグドラシル
神の御蔵「情報樹イグドラシル」。ホメオスタシスの前の『神』。かつてデジタルワールドの安定のために人間界を消滅させようとした過激で攻撃的な性質を問題視され、破棄された。
半身を裁きの雷で焼かれたバグラモンは、このイグドラシルの一部を削り出し、失った半身を補ったことで莫大な知識と強大な力を得た。
破棄され、その存在を忘れ去られた現在でも、莫大な量の過去のデジタルワールドの記録が保管されている模様である。
ミレニアモン
究極体・合成型デジモン・ウィルス種。
第10話でネネの身体と意識を乗っ取ったシェイドモンがダークナイトモンが氷漬けにしていたデジモンたちを素材に強制デジクロスでムゲンドラモン、キメラモンを作り出し、さらにその2体を強制デジクロスさせることで「古のデジタルワールドを暴虐で支配したといわれている伝説の魔獣」を無理矢理作り出した。
狡猾な知恵者だったと言われる伝説のミレニアモンと異なり、多くのデジモンの意識が混在しているため狂気のままに暴れる獣（ケダモノ）である。
無限の再生能力を誇り、倒すことはできないが、強制デジクロスさせられたデジモンたちを助ける可能性を探すためオメガシャウトモンとジークグレイモンによってゾーンとゾーンの狭間にあるデジタル空間に追い払われ行方不明となるが、第18話でバグラモンのアストラルスナッチャーによってゾーンの狭間から回収されダークナイトモンとの強制デジクロスでズィードミレニアモンとなった。
合体の素材になったデジモンはモノクロモン、カブテリモン、ガルルモン、スカルグレイモン、クワガーモン、エアドラモン、グレイモン、デビモン、エンジェモン、メタルグレイモン、メタルティラノモン、メガドラモン、アンドロモン、メタルマメモンである（キメラモン、ムゲンドラモンでそれぞれメタルグレイモンが必要となるが、1体しか描写されていない）。
合体の素材になったデジモンのうち、デビモンは第2話でのシャウトモンの説明の中でのイメージにてシルエットの状態で登場している。
合体の素材になったデジモンの内、一部のデジモンたちはアニメ版でも登場し、スカルグレイモンはダークナイトモンの配下デジモンとして、メガドラモンは第2期ではドラゴンランドのデスジェネラルであるドルビックモンの配下デジモンとして、デビモンはヴァンパイアランドのデスジェネラルであるネオヴァンデモンの配下デジモンとして多数登場した。
ズィードミレニアモン
究極体・邪神型デジモン・ウィルス種。
第18話から第20話まで登場。ネネと融合したシェイドモンによってミレニアモンと肥大化したダークナイトモンが周りのデジモンたちごと強制デジクロスされ、無理矢理作り出された赤黒（しゃっこく）の双頭竜の正体。
「戦いの末に息絶えたミレニアモンの魂が永い時間をかけ蘇生した終末の千年魔獣としてデジタルワールドに細々と伝わる災厄の伝説」になぞらえバグラモンが名付けた。
あらゆるデジタル物質を吸収し時間や重力を操る力を持つ。
体内にはネネを取り巻くようにシェイドモン（ムーンミレニアモン）とバグラモンが存在している。
第20話でタイキ、キリハ、ネネ（ルミナモン）、コトネの4人分のクロスローダーを使い強制クロスオープンされた。
ムーンミレニアモン
究極体・邪神型デジモン・ウィルス種。
第19話から第20話まで登場。シェイドモンがズィードミレニアモンの体内でダーク・クリスタルにネネを幽閉していた時の姿。後に第20話でネネの心が希望で満たされたことによりルミナモンに進化した。
アルティメットカオスモン、メギドラモン、アルゴモン
全て究極体。アルティメットカオスモンは特異型デジモン・属性不明。メギドラモンは邪竜型デジモン・ウィルス種。アルゴモンは突然変異型デジモン・ウィルス種。
第21話（最終話）でズィードミレニアモンが強制クロスオープンされた際に姿を現した怒りや憎しみといった人の心の暗黒面を反映して変質してきたデジモンたち。メギドラモンはシルエットを含めた複数体、アルゴモンは4体ずつ登場。ウィザーモンたちがバグラ大魔殿で発見した物で、バグラモンが封印し、世界を滅ぼすことを決意したきっかけになっている。
バグラモンは「倒すことなど不可能だ」と絶望しきっていたが、メギドラモン、アルゴモンらは進化を取り戻したデジモンたちの前に次々と倒された（メギドラモン複数体の内1体はベルゼブモン、バンチョーレオモン、アグニモンに倒され、アルゴモン4体の内1体はスカルナイトモンを襲うが、その前に立ちはだかったバグラモンと相打ちになっている）。最後は終始動かなかったアルティメットカオスモンがシャウトモンX7 スペリオルモードの前に一撃で倒されたことで戦いは終わった。

### その他のキャラクター
ピコデビモン、デビモン、オーガモン
第2話でのシャウトモンの説明の中でのイメージにてシルエットの状態で登場。
その内のオーガモンはアニメ版第3期ではフーガモンと共にデジクオーツでラーメン店を経営していたデジモンとして登場した。
ナイトモン、ポーンチェスモンズ
第4話にてオチムシャモンが語ったドルルモンの過去でナイトモンとポーンチェスモンズのうち2体が登場し、単行本第2巻のカバー裏ではナイトモンとポーンチェスモンズのうち1体が登場した。
アニメ版ではレイクゾーンでの戦いの後にクロスハートに加わり、シャウトモンX4とデジクロスして騎士形態のX4K（クロスフォーナイト）になりタイキたちと共に戦った。
スカモン、チューモン
第7話で一時規制が入り、別の絵で代用した際に登場。
ゲソモン、シードラモン、クリサリモン、ナノモン、ベーダモン、マリンエンジェモン、ヒポグリフォモン、メイルドラモン
第8話にて登場。レインゾーンの黒水晶宮（ダーク・クリスタルパレス）で氷漬けにされていたデジモンたち。
その内の一部のデジモンたちはアニメ版でも登場し、シードラモンは複数体がネプトゥーンモンの配下デジモンとして、マリンエンジェモンはデジメモリに封印された守護騎士団の一員として、ヒポグリフォモンは第2期でキャニオンランドのデスジェネラルであるグラビモンの雑兵として200体もの個体が登場した。
メイルドラモンはアニメ版では登場しなかったが、『デジモンカードゲーム』にて2022年5月27日に発売された拡張パック第10弾「クロスエンカウンター」に収録されているシャウトモンX5（クロスファイブ）のイラストで登場し、ナイトモンとスパーダモンを乗せている。
カラツキヌメモン
第10話でネネがゼンジロウのことを「ツムリ伝次郎君」と呼んだ際のイメージとして登場。
ベルフェモン：スリープモード、リヴァイアモン、ルーチェモン
第13話でアルフォースブイドラモンが語った過去の話に登場した七大魔王の三体。
その内の一部のデジモンたちはアニメ版でも登場し、リヴァイアモンはデジメモリに封印された守護騎士団の一員として、ルーチェモンはヘブンゾーンでのリリスモンの配下デジモンとして登場した。
佐野 タツヤ（さの タツヤ）
第13話から第14話、Web漫画で登場。タイキの小学校時代の友人。一人称は「僕」。内気な性格だったが、足が速く、陸上競技に熱中していた当時のタイキの良きライバルとなっていた。2人で走る練習を続けていたが、今まであまり運動をしていなかったタツヤは筋断裂と靭帯損傷を起こし、現在も車椅子で生活している。そのことがタイキに自責の念を与え、タイキは自分の夢を叶えるために他人を巻き込んでしまったと考え、自分の夢よりも他人の夢を優先して生きていくようになっていた。
第14話で人間界から帰還した未来のタイキとシャウトモンと出会い、リハビリに成功した姿を見せタイキの自責の念を晴らすことができた。
Web漫画では、その後歩けるまでに回復し、タイキ、アカリと共に再び陸上に励む姿が描かれている。
コミックス第3巻の表紙では髪の毛は黄色になっている。
シンタ、ケンゴ
第1話で登場。タイキの友人。シンタはサッカー部に、ケンゴはバスケ部に所属している。メンバーが足りなくなり、タイキに助っ人を頼んだ。
その内のケンゴはアニメ版でも登場している。
松田 啓人（まつだ たかと）、デュークモン
アニメ『デジモンテイマーズ』に登場する主人公とそのパートナーデジモンであるギルモンの究極体。第10話でネネとシェイドモンが強制デジクロスをした際にダークナイトモンが人とデジモンが融合することによって新たな力がもたらされたという伝説があると語り、その際に啓人とデュークモンがシルエットで登場している（本人であるとの明言はされていない）。
啓人本人は単行本第3巻のカバー折り返しでパートナーデジモンのギルモンと共に描かれ、作者の中島と共にお茶を飲んでいた。
大門 大（だいもん まさる）、シャイングレイモン
アニメ『デジモンセイバーズ』に登場する主人公とそのパートナーデジモンであるアグモンの究極体。第20話でバグラモンがイグドラシルについて語った際にイグドラシルと正対している様子がシルエットで描かれた（本人であるとの明言はされていない）。
大本人は単行本第4巻のカバー折り返しで『デジモンフロンティア』の主人公である神原 拓也（かんばら たくや）と共に描かれ、作者の中島を抱いていた。Web漫画ではパートナーデジモンのアグモンと共にシルエットで登場し、相変わらずデジモン相手（アシュラモン）に殴っており、アグモンを呆れさせた。
明石 タギル（あかし タギル）
アニメ版第3期の主人公の一人（ネネの弟であるユウも含まれる）。単行本第3巻のカバー裏でパートナーデジモンのガムドラモンと共に描かれ、Web漫画ではタイキと共にバスケットコートにいるシーンが描かれた。その後のシーンではパートナーデジモンのガムドラモンと共にシルエットで登場している。アニメ版での一人称は「俺」。
ガムドラモン
成長期・小竜型デジモン・ワクチン種。
タギルのパートナーデジモン。単行本第3巻のカバー裏でタギルと共に描かれ、Web漫画ではシルエットで登場しており、本編の第21話（最終話）ではハンナモンと中島と共に「XROS HEART」のライブの観客として描かれている。アニメ版での一人称は「おれっち」。
最上 リョウマ（もがみ リョウマ）、戸張 レン（とばり レン）、洲崎 アイル（すざき アイル）
アニメ版第3期で登場したライバルチーム。単行本第3巻のカバー裏でタギルとガムドラモンと共に描かれた。アニメ版での一人称はリョウマは「私」、レンは「俺」、アイルは「あたし」または「私」。

### 特別編
ハッスルナニモン
スタジアムゾーンに登場。『最強ジャンプ』第1号の特別編1に登場。

### Web漫画
『デジモンアドベンチャー』の登場キャラクターである八神 太一（やがみ たいち）と石田 ヤマト（いしだ ヤマト）とオメガモン、『デジモンアドベンチャー02』の登場キャラクターである本宮 大輔（もとみや だいすけ）、『デジモンテイマーズ』の登場キャラクターである松田 啓人（まつだ たかと）とギルモン、『デジモンフロンティア』の登場キャラクターである神原 拓也（かんばら たくや）、『デジモンセイバーズ』の登場キャラクターである大門 大（だいもん まさる）とパートナーデジモンのアグモン、『デジモンクロスウォーズ〜時を駆ける少年ハンターたち〜』の登場キャラクターである明石 タギル（あかし タギル）とパートナーデジモンのガムドラモンがシルエットで描かれている。

### ばぐら家の横顔
ハンナ・ウェーバー
『エレメントハンター』からのゲスト出演。作者の中島と共に、単行本に収録されているオマケ漫画「ばぐら家の横顔」に登場する。一人称は「あたし」または「アタシ」。「ハンナモン」に変身できる。第2巻以降は常にハンナモンの姿で登場している。ハンナモンとしての姿は世代は幼年期で、スライム型デジモンのような姿をしている。
『エレメントハンター』のアニメ版では重要なキャラクターだが、漫画版ではモブキャラクターとして扱われており、『エレメントハンター』漫画版の単行本のオマケ漫画ではそのことで中島に文句を言いながら、中島とコントをしていた。
本編の第21話（最終話）ではハンナモンとして、中島と共に「XROS HEART」のライブの観客として本編に登場を果たした。
『エレメントハンター』漫画版の単行本第2巻のオマケ漫画で本作品の解説が載った際に、「デジタル世界のネットアイドルも悪くない」とここにも登場するかのようなことを匂わせる発言をしており、その通りになった。
最終話ではキングハンナモンに進化した。また、女子力を上げるためにアニメ版第2期から登場したネネのパートナーデジモンであるメルヴァモンとデジクロスしたが、この時は頭を担当した。
NHKエンタープライズプロデューサー菅山明美と東映アニメーションプロデューサー櫻田博之の許可も下りている。
中島諭宇樹
この漫画の作者。ハンナモンと共に「ばぐら家の横顔」に登場する。一人称は「私」または「僕」。
本編の第21話（最終話）ではハンナモンと共に「XROS HEART」のライブの観客として本編に登場を果たした。
チビカメモン、バステモン、リボルモン、ワイズモン
アニメ版で登場したタイキの仲間たちだが、漫画版本編には登場せず、単行本第2巻のカバー裏で登場した。
天野 ユウ（あまの ユウ）
アニメ版で登場したネネの弟だが、漫画版本編には登場せず（本編ではオリジナルキャラクターである妹のコトネがその役割を務めた）、単行本第2巻のカバー裏に収録されている第0回ではアニメ版本編では遭遇していないデスジェネラルであるドルビックモン、ネオヴァンデモン、スプラッシュモン、オレーグモンと共にハンナモンによって集められ、登場しなかったことを怒っていた。
アニメ版での一人称は「僕」。第2期および第3期ではダメモン（ツワーモン）のパートナーになった。後に第2期第23話（通算第53話）でダークナイトモンに利用されていたことを知り、クロスハートに助けられ彼らの仲間になった。
メルヴァモン
究極体・神人型デジモン・ウィルス種。
アニメ版では第2期からネネのパートナーデジモンになっているが、漫画版本編には登場せず、ばぐら第一中学校の体育教師として登場する。最終話では女子力を上げるためにハンナモンとデジクロスされ、この時は体を担当したが、デジクロスを強制解除（クロスオープン）し、怒りで作者の中島を飛び膝蹴りで攻撃した。
アニメ版での一人称は「私」で、イグニートモンの姉になっている。他にもスパロウモンとデジクロスしたジェットメルヴァモンや、ハイビジョンモニタモンとワイズモンとデジクロスしたメルヴァモン ワイドハイビジョンソードが登場している。
デスジェネラル
アニメ版では第2期で登場したバグラ軍所属の新幹部だが、漫画版本編には登場せず単行本第2巻のカバー裏に収録されている第0回ではアニメ版で既に登場したドルビックモン、ネオヴァンデモン、スプラッシュモン、オレーグモンが登場し（他のデスジェネラルであるザミエールモン、グラビモン〈2体共この時点では既に倒されている〉、アポロモン〈この時点ではOP映像での登場〉は登場していない）、アニメ版本編では遭遇していないユウと共にハンナモンによって集められ、登場しなかったことを怒っていた。続く第3巻のカバー裏に収録されている第0回ではそれぞれの特性や属性に因んだ家事を担当しているが、ここではアニメ版とは違い戦う気は全く無い（作者の中島からは「半分以上〈ドルビックモン、ネオヴァンデモン、オレーグモン、グラビモンの4人〉お料理将軍じゃないですか!!」と突っ込まれている。ただし、アニメ版では復活後に悲劇的な最期を遂げたドルビックモン、ネオヴァンデモン、ザミエールモン、スプラッシュモン、グラビモンが生存するという展開になっている）。この時のタイトルは『プリティなハンナモンと7つの王国』（第3巻での表記。第2巻では『デジモンクロスウォーズ〜プリティなハンナモンと七つの王国〜』）。
アニメ版では再統合後のデジタルワールドの各ランドを支配する七人のデジモンたちとして登場。作中では「七将軍」または「バグラ七将軍」と呼ばれる。最初は全員（アポロモンの闇の人格であるウィスパードも含む）クロスハートに倒されたが、第20話（通算第50話）にてダークナイトモンがダークストーンとリヴァイブサーキットを使い、その力によって心を失った状態で復活を遂げ、彼らの心をプリズンランドに閉じ込めた。そして、ダークネスローダーによって強制デジクロスが行われ、グランドジェネラモンになりクロスハートを苦しめるが、続く第21話（通算第51話）にてプリズンランドで発生したオレーグモンの離反とウィスパードがアポロモンと分離し倒されたことやダークナイトモンに利用されたデスジェネラルたち（ドルビックモン、ネオヴァンデモン、ザミエールモン、スプラッシュモン、グラビモン）の苦しみにより弱体化し、シャウトモンX7とオレーグモンの共闘によって倒されたと同時に本体である心も消滅した。なお、改心したオレーグモンとウィスパードと分離したアポロモンはこの戦いで一時消滅したが、第24話（通算第54話、第2期最終話）でダークストーンがタイキの手に渡ったことにより再度復活しタイキたちを助け、その後はシャウトモンX7 スペリオルモードの一部になりダークネスバグラモンと戦い、最終決戦後は描写は無いもののデジタルワールドに帰還した（これにより、クロスハートに加入した期間は短かった）。
ドルビックモン
究極体・竜人型デジモン・ウィルス種。
アニメ版ではドラゴンランドを支配するデスジェネラルで、「火烈（かれつ）将軍」または「火烈のドルビックモン」と呼ばれる。一人称は「俺」。
単行本第2巻のカバー裏に収録されている第0回ではネオヴァンデモン、スプラッシュモン、オレーグモンと共に登場し、ユウと共にハンナモンによって集められ、登場しなかったことを怒っており、必殺技の一つである「ドラゴンブレストニックファイア」を繰り出し、作者の中島を攻撃した。続く第3巻のカバー裏に収録されている第0回では「お料理将軍・中華のドルビックモン」になった。また、第2巻のカバー裏では目の傷跡が描かれていなかったが、続く第3巻のカバー裏ではアニメ版や公式イラストと同じく目の傷跡が描かれていた。
ネオヴァンデモン
究極体・アンデッド型デジモン・ウィルス種。
アニメ版ではヴァンパイアランドを支配するデスジェネラルで、「月光（げっこう）将軍」または「月光のネオヴァンデモン」と呼ばれる。一人称は復活前は主に「私」を使用していたが、復活後は「俺」も使用。
単行本第2巻のカバー裏に収録されている第0回ではドルビックモン、ネオヴァンデモン、スプラッシュモン、オレーグモンと共に登場し、ユウと共にハンナモンによって集められ、登場しなかったことを怒っていた。続く第3巻のカバー裏に収録されている第0回では「お料理将軍・イタリアンのネオヴァンデモン」になった。瞳のハイライトは独自のものになっている。
公式設定およびアニメ版では使い魔であるイビルビルを召喚するが、漫画版では召喚は行わなかった。
ザミエールモン
完全体・魔人型デジモン・データ種。
アニメ版ではハニーランドを支配するデスジェネラルで、「木精（もくせい）将軍」または「木精のザミエールモン」と呼ばれる。一人称は基本的には「私」だが、最期のみ「俺」で（復活後は使用しなかった）、「ひゃっひゃっ」と笑うのが特徴。
単行本第2巻のカバー裏に収録されている第0回ではアニメ版で既に登場しているデスジェネラルの中でグラビモン、アポロモンと共に登場できなかった（この時点ではグラビモンと共に既に倒されている）が、続く第3巻のカバー裏に収録されている第0回では「耳かき将軍・梵天のザミエールモン」になり、ハンナモンのことを「アネさん」と呼び、小さな体（本来の体は巨大だが、アニメ版ではあまりに巨大で強すぎるために敵をすぐ倒してしまうという理由から、デジモンの負のエネルギーから生み出されるデジハニーを摂取することで小さな体になっていた）を活かして彼女の耳を掃除した。
スプラッシュモン
完全体・水棲獣人型デジモン・ウィルス種。
アニメ版ではサイバーランドを支配するデスジェネラルで、「水虎（すいこ）将軍」または「水虎のスプラッシュモン」と呼ばれる。一人称は「私」。
単行本第2巻のカバー裏に収録されている第0回ではドルビックモン、ネオヴァンデモン、オレーグモンと共に登場し、ユウと共にハンナモンによって集められ、登場しなかったことを怒っていた。続く第3巻のカバー裏に収録されている第0回では「洗濯将軍・漂白のスプラッシュモン」になった。
公式設定およびアニメ版では変身能力を所有し、分身であり水の精霊であるドリッピンを召喚し、虎のような真の姿にもなるが、漫画版ではどの能力も使用しなかった。
オレーグモン
究極体・海獣型デジモン・ワクチン種。
アニメ版ではゴールドランド（再統合前はゴールドゾーンだった）を支配するデスジェネラルで、「金賊（きんぞく）将軍」または「金賊のオレーグモン」と呼ばれる（第9話（通算第39話）の次回予告（第10話（通算第40話）予告）後の提供時の煽り文では「海賊将軍」とも呼ばれた）。一人称は「俺」または「俺様」。性格は陽気かつ豪快で、デスジェネラル内では珍しく仲間思いの性格も持ち合わせている。また、バリスタモン（元はダークボリューモン）を作った張本人でもある。復活後はバグラ軍およびデスジェネラルを離反し、タイキたちの味方になる。
単行本第2巻のカバー裏に収録されている第0回ではドルビックモン、ネオヴァンデモン、スプラッシュモンと共に登場し、ユウと共にハンナモンによって集められ、登場しなかったことを怒っていた。続く第3巻のカバー裏に収録されている第0回では「お料理将軍・バイキングのオレーグモン」になった（バイキング（海賊）繋がりから）。また、第2巻のカバー裏ではアニメ版や公式イラストと同じく兜の部分に丸の模様が描かれていたが、続く第3巻のカバー裏では模様が描かれていなかった。
公式設定およびアニメ版では両肩の宝箱に収められている魔人であるスルトとヨルムンガンドを召喚するが、漫画版では召喚は行わなかった。
グラビモン
完全体・種族不明のデジモン・ウィルス種。
アニメ版ではキャニオンランドを支配するデスジェネラルで、「土神（どしん）将軍」または「土神のグラビモン」と呼ばれる。一人称は「私」。
単行本第2巻のカバー裏に収録されている第0回ではアニメ版で既に登場しているデスジェネラルの中でザミエールモン、アポロモンと共に登場できなかった（この時点ではザミエールモンと共に既に倒されている）が、続く第3巻のカバー裏に収録されている第0回では「お料理将軍・土鍋のグラビモン」になった。
アポロモン
究極体・神人型デジモン・ワクチン種。
アニメ版ではブライトランドを支配するデスジェネラルで、「日輪（にちりん）将軍」または「日輪のアポロモン」と呼ばれる。一人称は「私」。正義の心を持ち、もう一つの人格であるウィスパード（アポロモン・ウィスパード）を持つ。復活後はバグラ軍およびデスジェネラルを離反し、タイキたちの味方になる。
単行本第2巻のカバー裏に収録されている第0回ではアニメ版で既に登場しているデスジェネラルの中でザミエールモン、グラビモンと共に登場できなかった（この時点ではOP映像での登場）が、続く第3巻のカバー裏に収録されている第0回では「録画将軍・深夜アニメのアポロモン」になった（しかし、アニメ版で登場したウィスパードと同様の属性になっており、作者の中島からは「アポロモンさんにはお昼の仕事を回してあげましょうよ!!」と突っ込まれている）。

### 本編未登場キャラクター
アニメ版でのみ登場したキャラクターを紹介する。
クロスハートの仲間たち
シャウトモン キングVer.
成熟期・小竜型デジモン・データ種。
アニメ版第3期で登場したシャウトモンが成長した姿。
シャウトモン＋スターソード
成長期・強化型デジモン・データ種。
シャウトモンとデジクロスしたスターモンとピックモンズが変形した剣結合形態。
シャウトモン＋ドルルキャノン
成長期・強化型デジモン・データ種。
シャウトモンとデジクロスしたドルルモンが変形した砲撃形態。
シャウトモンX4K（クロスフォーナイト）
完全体・合成型デジモン・データ種。
シャウトモンX4とナイトモンとポーンチェスモンズがデジクロスした騎士形態。
シャウトモンX4B（クロスフォービー）
完全体・合成型デジモン・データ種。
シャウトモンX4とベルゼブモンがデジクロスした神馬形態。
シャウトモンX4S（クロスフォーエス）
合成型デジモン（『デジモンジントリックス』より）。
シャウトモンX4とスパーダモンがデジクロスした無双闘士形態。
シャウトモンX5B（クロスファイブビー）
究極体・合成型デジモン・データ種。
シャウトモンX5とベルゼブモンがデジクロスした天馬武神形態（『デジモンジントリックス』では神馬武神形態とも呼ばれる）。
バアルモン
完全体・魔人型デジモン・フリー種。
一人称は「俺」。後にベルゼブモンに転生する。
デッカーグレイモン
完全体・強化型デジモン・ウィルス種。
メタルグレイモンとデッカードラモンがデジクロスした強襲突撃形態。
イグニートモン
成長期・爬人型デジモン・ウィルス種。
アニメ版第2期第5話（通算第35話）および第6話（通算第36話）、第24話（通算第54話、第2期最終話）で登場。ハニーランドに住むメルヴァモンの弟で、この国のデスジェネラルであるザミエールモンの配下だったデジモン。一人称は「僕」。
ジェットメルヴァモン
究極体・強化型デジモン・ウィルス種。
メルヴァモンとスパロウモンがデジクロスした姿。
メルヴァモン ワイドハイビジョンソード
メルヴァモンとハイビジョンモニタモンとワイズモンがデジクロスした姿。
アレスタードラモン
成熟期・竜型デジモン・ワクチン種。
タギルのパートナーデジモンであるガムドラモンが超進化した姿。
バグラ軍
ムソーナイトモン
完全体・強化型デジモン・ウィルス種。
アニメ版第2期で登場。ダークナイトモンとツワーモン（チューチューモンも含む）がデジクロスした暗黒鳴動形態。
デッドリーツワーモン
アニメ版第2期で登場。ツワーモンとデッドリーアックスモンがデジクロスした姿。第17話（通算第47話）では強化形態であるデッドリーツワーモン ヘルモードが登場した。
ダークボリューモン
アニメ版第2期第10話（通算第40話）および第11話（通算第41話）で登場。バリスタモンのかつての姿で、クワガタムシのような頭部を持つ。ゴールドランドがゾーンだった時にオレーグモンが作った。一人称は「俺」で、尊大な口調で話す。
アポロモン・ウィスパード
アニメ版第2期第15話（通算第45話）から第21話（通算第51話）まで登場。アポロモンのもう一つの人格で、光り輝く太陽の中にある暗黒の黒点のごとき闇の人格であり、「ウィスパード」とも呼ばれる。一人称は「俺」または「俺様」。
グランドジェネラモン
特異型デジモン（『デジモンジントリックス』より）。
アニメ版第2期第20話（通算第50話）および第21話（通算第51話）で登場。ダークストーンの力によって蘇った七人のデスジェネラルたち（ダークナイトモンは「オールデスジェネラル」と呼んでいる）が、ダークナイトモンのダークネスローダーによって強制デジクロスした姿。
ダークネスバグラモン
究極体・合成型デジモン・ウィルス種。
アニメ版第2期でのラストボスで、バグラモンがダークナイトモンを取り込んだ形態。

## 作中用語・アイテム

### 用語
デジタルワールド
電子的なデータを介して人の心に照らし出されて認識されるもう一つの宇宙。人間界とは時間の流れの速さが異なる（アニメ版ではタイキたちがデジタルワールドで何日も過ごした後に人間界に帰還した時は数時間しか経っていなかった）。
デジタルワールドにおいて記録とは歴史と等価な存在であり、人の意識が変われば歴史ごと変わってしまう。
第21話（最終話）での最終決戦後、人間界との次元の道は閉じてしまった。
ジェネラル
バグラモンによりデジタルワールドに召喚された「素養」を持った人間がクロスローダーを手に取ることで、デジクロスの力を操りデジモンたちを指揮する司令官。デジモンたちの間では伝説の存在として語られていた。タイキ、キリハ、ネネ、彼女の妹のコトネ（アニメ版では弟のユウ）がこれに該当する。
後にウィザーモンが複製したクロスローダーはアカリとゼンジロウの想いの力に反応して色づいたが、2人はジェネラルにはなっていない。
クロス・コード（交わりの旋律）
ジェネラルの持つデジクロスを操る力の資質。これを1つのクロスローダーに集中させることでダークネスローダーを作り出した。
デジクロス
バグラモンが唯一恐れるとされるデジモン同士を合体させる力。『Vジャンプ』掲載時と単行本第1巻では、第1話では「合体進化の力」と記述されているが、単行本第2巻以降は「合体強化の力」と変更されている。
この数百年の間バグラモンにより生み出され、人間界にいたアルフォースブイドラモンたちは知らなかった。
アニメ版とは違いメイルバードラモン（メタルグレイモンの尾）、スパロウモン（X5の武器であるサナオリア）などパーツとしてクロスされたデジモンも意志、感覚を持ち自由に動き、喋る描写がされている。また、第3期で登場する「クロスアップ」という単語は出てこない。
ダブルクロス
タイキ、キリハのクロスローダーを接続し、オメガシャウトモン、ジークグレイモンをデジクロスさせシャウトモンDXを誕生させる。
アニメ版では漫画版より先駆けて第2期第4話（通算第34話）から登場。第3期第9話（通算第63話）ではネネの弟であるユウ（この時、タイキはシャウトモンとスターモンズを使用し、ユウはバリスタモンとドルルモンをタイキのクロスローダーから託され使用し、シャウトモンX4にデジクロスした）もタイキと共に行った。
グランドクロス
オメガシャウトモン、ジークグレイモン、バリスタモン、ドルルモン、スターモンズをデジクロスさせシャウトモンX6を誕生させる。
グレートクロス
タイキ、キリハ、コトネの3人がオメガシャウトモン、ジークグレイモン、バリスタモン、ドルルモン、スターモンズ、スパロウモンをデジクロスさせシャウトモンX7を誕生させる。
アニメ版では漫画版より先駆けて第2期第13話（通算第43話）から登場。ここではコトネの代わりに姉のネネになり、第3期では制限があるため第23話（通算第77話）で彼女の弟であるユウを含めた4人でグレートクロスした。
エヴォリューションクロス
上記の3人にアカリ、ゼンジロウの力も加えて、オメガシャウトモン、ジークグレイモン、アトラーバリスタモン、イエーガードルルモン、ラプタースパロウモンをデジクロスさせ、シャウトモンEX6を誕生させる。
ファイナルクロス
シャウトモンEX6にオールデジモンズをデジクロスさせシャウトモンX7 スペリオルモードを誕生させる。
アニメ版では漫画版より先駆けて第2期第24話（通算第54話、第2期最終話）でのダークネスバグラモンとの最終決戦で登場し、タイキ、キリハ、ネネ、ユウ（およびアカリとゼンジロウ）でシャウトモンと全てのデジモン（改心した元バグラ軍のデジモンやデジメモリのデジモン（漫画版では未登場）も含む）にデジクロスした。
吸収合体
バグラモンによってもたらされた力でバグラ軍の幹部であるデジモンが持つデジクロスに類似した能力。自分の配下のデジモンたちを吸収することができる。詳細は最後まで明かされることは無かった。
強制デジクロス
ダークネスローダーの力により、相手のデジモンの意思に関係なく強制的にデジクロスし、その力のみを吸収することができる邪悪な力。理論上無限にパワーアップすることが可能。本来デジクロスによるデジモンではないデジモンを強制的に再現することもできる。
アニメ版第2期では量産型ダークネスローダーを所有する七人のデスジェネラルは配下デジモンと強制デジクロスを行い、ダークネスモードに強化する（行ったのはドルビックモン、ネオヴァンデモン、スプラッシュモン、グラビモン、アポロモン・ウィスパード（アポロモンの闇の人格）のみで、ザミエールモン、オレーグモンは除く）。
強制クロスオープン
タイキとキリハ、ネネとコトネのクロスローダーを接続しXに構え4人分のクロス・コードを絞り出すことで、強制デジクロスにより誕生したデジモンをクロスオープンさせる。
進化
デジクロスとは違い、単体のデジモンがある条件によってパワーアップすること。未来を手に入れるために今より強い自分に変わろうとする人の想いがデジモンに与える変化だと、タイキは推測している。
アニメ版では第30話（第1期最終話）で他の作品と定義が違えど進化の概念が存在することが明らかになったが、漫画版では誰ひとりその存在自体を知ることはなく、一度今ある姿に生まれついたデジモンがその性質を大きく変えることは無いと第10話にてダスクモンが進化という概念の存在を否定したが、かつて進化はありふれた現象であり、デジモンは変わりたいと強く願うことで変化することが可能な種族だった。しかし、人間の心から夢が失われていったことでデジモンは変わることを信じられないようになっていってしまう。結果、歴史そのものが進化という概念が存在しないものへと捻じれてしまった結果だとバグラモンにより明かされた。
第21話（最終話）での最終決戦の中で、人の心の可能性とデジモンたちが繋がったことによりデジモンたちが進化の力を取り戻した（世代の概念については不明になっている）。
アニメ版とは違い「超進化」（第2期第1話（通算第31話）から登場）という単語は出てこない。
ジョグレス進化
他のデジモンと融合し進化すること。瀕死の状態だったスターモンは、進化のためのエネルギーをピックモンズと融合することで補い進化した。
闘技ジャンケン
デジタルワールドの創造神グーモン、チョキモン、パーモンの三柱が果てしない闘争の果てに繰り出したそれぞれの必殺拳を模した三手を使って行われる神聖な闘技。三大神の何百日にもおよんだという戦いに敬意を払い、先に百本勝った方が最終的な勝者となるという時間稼ぎのためのキリハの根も葉もない嘘だが、ブラストモンは完全に信じてしまう。
ゾーン
デジタルワールドにおける国のようなもの。バグラ軍の猛攻により分裂してしまった。人間界はゾーンとゾーンの間に存在し、コリドーゾーン、ファクトリーゾーンなど人間界と隣り合ったゾーンのコードクラウンを使えば人間界と行き来することが可能である（グリンゾーン、アイランドゾーン、リバーゾーン、レインゾーンも人間界と隣り合っている）。
劇中では以下のゾーンが描かれ他に幾つものゾーンが存在するが、アニメ版では登場しなかったゾーンが登場する。アニメ版で登場したレイクゾーン、フォレストゾーン、プリズムゾーン（公式サイトなどでの表記。本編ではディスクゾーンと表記されている）、ソードゾーンは第11話での解説の中で名前のみ登場し、ヘブンゾーン、ダストゾーン、ゴールドゾーン（後のゴールドランド）は未登場。
アニメ版ではその後、バグラモンによるデジタルワールド再統合によってゾーンなどが結合されることによって作られた新しい国である「ランド」（第2期の舞台）になったが、本作では再統合は行われていない。
グリンゾーン
アニメ版でも登場。第1話から第2話まで登場。緑溢れる世界。シャウトモンたちの故郷である「微笑みの里」があり、隣にはマッシュモンたちが暮らす「茸の里」が存在する。
スノーゾーン
アニメ版には未登場。第3話から第5話まで登場。常雪の大地。デジタルワールド有数の厳寒地域と言われる。一面雪景色で、とても寒い世界。
アイランドゾーン
アニメ版でも登場。周囲を海で囲まれた島国のような世界。本編第4話ではネネの率いるトワイライトが訪れている。アニメ版ではこのゾーンにはコードクラウンはあったが、本編ではコードクラウンがあるかは不明になっている。
リバーゾーン
アニメ版には未登場。第6話冒頭でのアカリの会話の中に名称で登場したが、詳細は不明になっている。
スイーツゾーン
アニメ版（後に第27話から第28話まで登場）に先駆けて登場。第6話から第8話まで登場。お菓子の聖地。スイーツ好きのデジモンとたくさんのパティシエたちが暮らしている。ウェディンモンが城の主を務めており、辺り一面にケーキなどのスイーツが広がっており、ゾーン全体がウェディンモンのエネルギー源にもなる。
アニメ版では背景がお菓子の家が建っており、データの雪が降っている。ここでもバグラ軍に占領されており、支配者のマタドゥルモンが超甘党であるため、パティシエたちを集めてお菓子を作らせている。住民たちは地下に監禁され、ブレイクドラモンのエネルギー源にされていた。エネルギー源にされた住民のデジモンはレアモンへと変化させられ、スイーツゾーンの地下基地を群れで徘徊していたが、バグラ軍打倒後は全員元の姿に戻った。
スタジアムゾーン
アニメ版には未登場。『最強ジャンプ』第1号の特別編1に登場。スポーツの聖地。コードクラウンを賭けてデジモン大障害物競争が行われていた。
マグマゾーン
アニメ版でも登場。火山で覆われた世界。本編では『最強ジャンプ』第1号の特別編1にて年末の社員旅行でリリスモンが温泉に入ったとして名称が登場している。アニメ版ではこのゾーンにはコードクラウンはあったが、本編ではコードクラウンがあるかは不明になっている。
シノビゾーン
アニメ版でも登場。モニタモンたちが暮らす世界。本編では第8話で名称が、続く第9話ではネネの回想で登場している。アニメ版ではこのゾーンにはコードクラウンはあったが、本編ではコードクラウンがあるかは不明になっている。
レインゾーン
アニメ版には未登場。第8話から第10話まで登場。常雨の大地。その雨はデジタルワールドで流れた涙が集まり、絶え間なく降り続けると言われている。ダークナイトモンの居城である「黒水晶宮（ダーク・クリスタルパレス）」があり、ネネとコトネを巡ってクロスハート・ブルーフレア連合軍とトワイライト軍との決戦が行われた。このゾーンにはコードクラウンがあるかは不明になっている。
コリドーゾーン
アニメ版には未登場。果てない荒野の世界。このゾーンのコードクラウンで人間界へ行くことが可能。また、第1話冒頭のタイキの夢の中に登場し、第11話でも登場している。
スタディーゾーン
アニメ版には未登場。『最強ジャンプ』春号の特別編2に登場。かつてはデジモンたちが平和に勉強をするゾーンだったが、バグラ軍に占領され兵隊を教育するゾーンとなっていたが、タイキたちによって解放された。本編では第11話にてバンチョーレオモンの出身地として名称が登場している。
サンドゾーン
アニメ版でも登場。辺り一面に砂漠か広がる世界。本編では第11話にてベルゼブモン（アニメ版では転生前のバアルモン）が元々は女神の戦士だったとして名称が登場している。アニメ版ではこのゾーンにはコードクラウンはあったが、本編ではコードクラウンがあるかは不明になっている。
コロシアムゾーン
アニメ版には未登場。第11話にて名称が登場。アグニモンの出身地だが、詳細は不明になっている。このゾーンにはコードクラウンがあるかは不明になっている。
ファクトリーゾーン
アニメ版には未登場。第11話にて名称が登場。キリハが侵攻したゾーンだが、詳細は不明になっている。このゾーンのコードクラウンでも人間界に行くことはできる模様である。
バンブーゾーン、ミストゾーン
アニメ版には未登場。第12話にて名称が登場。爆発したリリスモンのせいでコードクラウンがデジタル空間に放出され回収がままならなくなってしまったゾーンだが、詳細は不明になっている。
これらのゾーンに続き、リリスモンは3つ目のゾーンを破壊しており、そのゾーンにはバグラ軍がかつて討ち漏らした聖騎士が潜伏していたとのこと。
ジュピターゾーン
アニメ版には未登場。第16話から第21話（最終話）まで登場。バグラ軍の本拠地。乱雲渓谷（クラウドキャニオン）にバグラ大魔殿が隠されている。クロスハート・ブルーフレア連合軍とバグラ軍の総力戦が行われた。このゾーンにはコードクラウンがあるかは不明になっている。

### アイテム
デジモンクロスローダー
ジェネラルの証であり力の要でもある携帯アイテム。クロスローダーとも呼ばれ、バグラモンによりもたらされた。多少複雑な魔法を要するが、構造は基本的に機械であるためウィザーモンの手により3つのブランク状態のクロスローダーが複製された。
色は、タイキ：赤、キリハ：青、ネネ：黒、後にダークネスローダーを経て薄い菫色（アニメ版では第24話でのシノビゾーンで黒色から薄い菫色に変化）、コトネ：不明（漫画内がモノクロであるため）、アカリ：薄桃色（アニメ版第3期ではドルルモンをイメージした橙色）、ゼンジロウ：薄緑色（アニメ版第3期ではバリスタモンをイメージした薄青色）。
コードクラウン
デジタルワールドのゾーンの全データが記録されたメモリーチップで、ゾーンの支配者の証。別のゾーンへの移動が可能となる。
Web漫画では、最終決戦の後に全てのコードクラウンが一つに合わさることでホメオスタシスになっている様子が描かれている。
アニメ版ではコードクラウンの個数は全部で108個だと言及されたが、本作では個数の言及は無い。
アニメ版第2期ではその後、ひとつに集められたコードクラウンが各国のデジモンたちから吸い取った負のエネルギーを注ぎ込まれてダークストーンに変化し、ダークナイトモンは第20話（通算第50話）でこれを悪用してクロスハートに敗れた七人のデスジェネラルから心を抜き取りプリズンランドに転送、忠実なしもべとして復活させた。その後はダークナイトモンおよびバグラモンに取り込まれるが、第24話（通算第54話、第2期最終話）にてコードクラウン自身はタイキを選び元に戻った後、タイキの望み通り良いデジモンたちが復活した。
ダークネスローダー
3人分のクロス・コードを吸収しクロスローダーが変化した強制デジクロスの力を秘めたアイテム。第10話でネネが計画を阻止したため、その力は完全なものではない。後に第20話でシェイドモンがルミナモンに進化し、ネネが支配から解かれたことで薄い菫色のクロスローダーへと変化した。
アニメ版では第21話でダークナイトモンが作り出し、第2期で登場した七人のデスジェネラルはダークナイトモンから量産型（量産型ダークネスローダーとも呼ばれる）を与えられ所有する（倒されると破壊される描写があり、描写があったのはネオヴァンデモン（シャウトモンDXの「ビクトライズバンキング」によって破壊された）とスプラッシュモン（倒された後に破壊された）のみ）。また、それぞれの軍団を表すマークがあり、このマークはバグラ軍のフラッグおよび彼らの体にも描かれている。オリジナルはダークナイトモン→ユウ（ネネの弟であり、漫画版本編では未登場）→ダークナイトモン（後に第23話（通算第53話）で捨て、タイキが手にした）→ユウへと渡り、第24話（通算第54話、第2期最終話）でダークネスバグラモンとの最終決戦でユウが戦う決意を決めると、黄色のクロスローダーに変化した。
アニメ版では牙が少し丸くなっているのに対し、漫画版では牙が尖っており、デザインが異なっている。

## 挿入歌
漫画内で使われた楽曲。
アニメ版第2期主題歌である「New World」、アニメ版挿入歌である「X4B THE GUARDIAN」（シャウトモンX4B（漫画版では未登場）のテーマ）、「空舞う勇者!X5」（シャウトモンX5のテーマ）、「Evolution &Digixros ver.TAIKI」（オメガシャウトモン、シャウトモンDXのテーマ）、「Evolution &Digixros ver.KIRIHA」（ジークグレイモンのテーマ）、「WE ARE クロスハート! ver.X7」（シャウトモンX7のテーマ）、「ドンドコモンで盛り上がれ！」は使用されていない。
「WE ARE クロスハート!」
作詞 - 三条陸 / 作曲・編曲 - 山下康介 / 歌 - 和田光司
アニメ版挿入歌。第11話と特別編2で使用。
「DARK KNIGHT〜不死身の王者〜」
作詞 - 三条陸 / 作曲・編曲 - 山下康介 / 歌 - 谷本貴義
アニメ版挿入歌（第1期の時点で楽曲は発表されていたが、第2期第22話（通算第52話）で使用された）。特別編2で使用。
「BLAZING BLUE FLARE」
作詞 - 三条陸 / 作曲 - 高取ヒデアキ / 編曲 - 籠島裕昌 / 歌 - 高取ヒデアキ
アニメ版挿入歌（第10話、第19話で使用され、第3話、第2期第12話（通算第42話）、第3期第14話（通算第68話）ではインストゥルメンタル版が使用された）。特別編2で使用。
「ネバギバ!」
作詞 - Sonar Pocket（ソナーポケット） / 作曲 - Sonar Pocket・木之下慶行 / 編曲 - 木之下慶行 / 歌 - ソナーポケット
アニメ版第1期主題歌。第21話（最終話）で使用。
「Butter-Fly」
作詞・作曲 - 千綿偉功 / 編曲 - 渡部チェル / 歌 - 和田光司
アニメ『デジモンアドベンチャー』主題歌。第21話（最終話）では1番、Web漫画では2番の歌詞が使用された。

## サブタイトル
サブタイトルの最初の部分には全てクロス○○が付く。
本編（『Vジャンプ』で掲載。2011年1月号（2010年11月21日（アニメ版は第15話「ヘブンゾーン、楽園の罠!」放送12日後、第16話「黒騎士デジモン、参上!」放送5日後、第17話「奇跡のデジクロス! シャウトモンX5（クロスファイブ）飛ぶ!」放送2日前、第18話「スティングモン、デジモン大密林（ジャングル）の勇者」放送9日前）発売）は休載）
1. クロスロード!! 少年達の道は交わる（2010年8月号（2010年6月21日発売）掲載）
2. クロスハート!! 俺たちの“王（キング）”!!（2010年9月号（2010年7月21日（アニメ版は第1話「タイキ、異世界へ行く!」放送15日後、第2話「シャウトモン、吠える!」放送8日後、第3話「強敵（ライバル）キリハ、現る!」放送1日後、第4話「アイランドゾーン、激動!」放送6日前）発売）掲載）
3. クロスガールズ!! 謎の美少女ネネ!!（2010年10月号（2010年8月21日（アニメ版は第5話「デジメモリ、輝く!」放送18日後、第6話「X4（クロスフォー）、危機突破!」放送11日後、第7話「火山デジモン、大爆発!」放送4日後、第8話「猛将タクティモン、迫る!」放送3日前、第9話「ドルルモン、風に駆ける!」放送10日前）発売）掲載）
4. クロスライバル!! 蒼き凶犬キリハ!!（2010年11月号（2010年9月21日（アニメ版は第10話「タイキ、騎士（ナイト）になる!」、第11話「クロスハート、燃える!」放送7日後）発売）掲載）
5. クロスプライド!! 戦士の誇り!!（2010年12月号（2010年10月21日（アニメ版は第12話「サンドゾーン、遺跡で大冒険!」放送9日後、第13話「タイキ、女神の戦士!」放送2日後、第14話「戦士ベルゼブモン、舞う!」放送5日前）発売）掲載）
6. クロススイーツ!! 乙女達の甘い罠!!?（2011年2月号（2010年12月18日（アニメ版は第19話「伝説のデッカードラモン、動く!」放送14日後、第20話「ダストゾーン、グランドロコモンの大スクラップ都市!」放送7日後、第21話「決戦! ダークナイトモン VS クロスハート!」放送時）発売）掲載）
7. クロスフレンド!! 信頼の在処（2011年3月号（2011年1月21日（アニメ版は第22話「ワイズモン、デジタルワールドの秘密!」放送10日後、第23話「シノビゾーン、お笑い忍者バトル!」放送3日後、第24話「落ちこぽれモニタモンズ、がんばる!」放送4日前）発売）掲載）
8. クロスジェネラルズ!! 反バグラ連合軍結成セヨ!!?（2011年4月号（2011年2月21日（アニメ版は第25話「ゾーン崩壊! 火花散るタイキとキリハ!」放送20日後、第26話「シャウトモン、キングの証!」放送13日後、第27話「スイーツゾーン! 甘党デジモンバトル!」放送6日後、第28話「最終兵器発動! がんばれキュートモン!」放送1日前）発売）掲載）
9. クロスダークネス!! 陰謀の暗黒城!!（2011年5月号（2011年3月21日（アニメ版は第29話「タイキ・キリハ VS バグラ軍、全面決戦!」放送20日後、第30話（第1期最終話）「新たなる旅立ち!! 東京大決戦!!」放送13日後）発売）掲載）
10. クロスレボリューション!! 奇跡への道標!!（2011年6月号（2011年4月21日（アニメ版は第2期第1話（通算第31話）「新たなる世界へ! 火烈将軍のドラゴンランド」放送18日後、第2話（通算第32話）「立ち上がれキリハ! クロスハート奪回作戦」放送11日後、第3話（通算第33話）「背筋ゾワゾワ! 月光将軍のヴァンパイアランド」放送4日後、第4話（通算第34話）「死ぬなグレイモン! シャウトモンDX（ディークロス）誕生」放送3日前）発売）掲載）
11. クロスワールド!! 二つの世界の秘密!?（2011年7月号（2011年5月21日（アニメ版は第2期第5話（通算第35話）「パワーが吸われる! ハニーランドの狩人たち」放送20日後、第6話（通算第36話）「笑う狩人! 木精将軍ザミエールモン」放送13日後、第7話（通算第37話）「弟よ、なぜ!? 敵ジェネラル・ユウの悪夢」放送6日後、第8話（通算第38話）「謎のサイバーランド! 鋼の街の美少女」放送1日前、第9話（通算第39話）「クロスハート分裂の危機! 水虎将軍の卑劣なワナ」放送8日前）発売）掲載）
12. クロス・シェイプ[29]!! 人間界を満喫せよ!!?（2011年8月号（2011年6月21日（アニメ版は第2期第10話（通算第4話）「陽気な海賊、現る! ゴールドランドの航海!!」放送16日後、第11話（通算第41話）「金賊のオレーグモンが笑う! さらばクロスハート!」放送9日後、第12話（通算第42話）「キリハにささやく! 峡谷の土神将軍、魔の誘い」放送5日前）発売）掲載）
13. クロス・メモリーズ[30]!! 少年たちの昔日!!（2011年9月号（2011年7月21日（アニメ版は第2期第13話（通算第43話）「強き愛を! デッカードラモン最期の叫び!!」放送18日後、第14話（通算第44話）「きずなのX7（クロスセブン）! グラビモンとの壮絶バトル!!」放送4日後、第15話（通算第45話）「最後の王国、輝く太陽のブライトランド」放送3日前、第16話（通算第46話）「生か死か、地獄のジェネラル決戦!」放送10日前）発売）掲載）
14. クロスドリームズ!! 夢は挫けない!!（2011年10月号（2011年8月21日（アニメ版は第2期第17話（通算第4話）「タイキ VS ユウ、少年ジェネラル対決!!」放送14日後、第18話（通算第48話）「ベルゼブモン、光に消ゆ!」放送7日後、第19話（通算第49話）「タイキの決断! 最強のアポロモンを超えろ!」放送時、第20話（通算第50話）「よみがえる! 七人のデスジェネラル総登場!!」放送7日前）発売）掲載）
15. クロス・アライアンス![31] お台場最終決戦!!（2011年11月号（2011年9月21日（アニメ版は第2期第21話（通算第51話）「デジタルワールドの未来のために! デスジェネラルとの友情!」放送17日後、第22話（通算第52話）「バグラ兄弟、暗黒の絆!」放送10日後、第23話（通算第53話）「迫りくる! 人間界の最期の日、D5（ディーファイブ）!!」放送3日後、第24話（通算第54話、第2期最終話）「栄光のデジクロス、つかめ! おれたちの未来!!」放送4日前）発売）掲載）
16. クロス・ウォーズ[32]!! 終末への序曲（プロローグ）!!（2011年12月号（2011年10月21日（アニメ版は第3期第1話（通算第55話）「おれたち、デジモンハンター!」放送19日後、第2話（通算第56話）「生徒たちが消えた! ゆらめくサゴモンの影」放送12日後、第3話（通算第57話）「ロボット部の夢、ピノッキモンの誘惑」放送5日後、第4話（通算第58話）「優等生が狙われた! ブロッサモンの微笑（ほほえみ）」放送2日前、第5話（通算第59話）「かわいさ要注意! キュートハンター、アイルの罠!」放送9日前）発売）掲載）
17. クロス・ウォーリア[33]!! 解き放たれた魔人!!（2012年1月号（2011年11月21日（アニメ版は第3期第6話（通算第60話）「デジモン剣道勝負! コテモンの刃が迫る!!」放送15日後、第7話（通算第61話）「お好み焼パニック! パグモンだらけの街」放送8日後、第8話（通算第62話）「デジモンハント大繁盛! 商店街のスゴ腕ハンター!!」放送1日後、第9話（通算第63話）「狙われたタイキ! 超セレブ・スターの雄たけび!」放送6日前）発売）掲載）
18. クロス・スターズ[34]!! 流星のように!!（2012年2月号（2011年12月21日（アニメ版は第3期第10話（通算第64話）「香港上陸! 超美少女アイドルを守れ!!」放送17日後、第11話（通算第65話）「タギルがふにゃふにゃ!? ガムドラモン大ピンチ!!」放送10日後、第12話（通算第66話）「おいしい? まずい? デジモン・ラーメン勝負!」放送3日後、第13話（通算第67話）「子どもだけの世界旅行! 夢のデジモントレイン」放送4日前）発売）掲載）
19. クロス・アポカリプス[35]!! 黙示録の魔獣!!（2012年3月号（2012年1月21日（アニメ版は第3期第1話（通算第68話）「ハンター大集合! 南の島のデジモン争奪戦!」放送13日後、第15話（通算第69話）「友だち欲しい? フェレスモン悪魔の約束」放送6日後、第16話（通算第70話）「ドキドキ恐怖体験! 心霊ハンターが吠える!!」放送1日前、第17話（通算第71話）「似てる? 似てない? 変装怪盗ベツモン」放送8日前）発売）掲載）
20. クロス・ミラクル[36]!! 希望の楔を手繰り寄せて!!（2012年4月号（2012年2月21日（アニメ版は第3期第18話（通算第72話）「UFO・恐竜大集合! 夢のエカキモン」放送16日後、第19話（通算第73話）「海底大冒険! 夢の財宝デジモンを探せ!」放送9日後、第20話（通算第74話）「レアカードが消えた! 無敵のルークチェスモン」放送2日後、第21話（通算第75話）「夢の遊園地、デジモンランド!」放送5日前）発売）掲載）
21. クロス・ソングス!! 全ての夢を追う少年たちへ!![37]（2012年5月号（2012年3月21日（アニメ版は第3期第22話（通算第76話）「黄金昆虫! メタリフェクワガーモンの謎」放送17日後、第23話（通算第77話）「今明かされる! デジモンハントの秘密!」放送10日後、第24話（通算第78話）「伝説のヒーロー大集結! デジモンオールスター決戦!!」放送3日後、第25話（通算第79話、第3期最終話）「燃え上がれタギル! 栄光のデジモンハント!」放送4日前）発売）掲載）
22. Digimon Xros Wars Bonus Track（後日談。VジャンプWEBで掲載）

特別編（『最強ジャンプ』で掲載）
1. クロスハッスル!! デジモン大運動会!![38]（2011年第1号〈2010年12月3日[39]発売〉掲載）
2. クロススクール!! デジモン新学期!!?[40]（2011年春号〈2011年5月15日[41]発売〉掲載）

## 単行本
- 本郷あきよし（原案）、中島諭宇樹（漫画） 『デジモンクロスウォーズ』 集英社〈ジャンプ・コミックス〉、全4巻
  1. 「クロスロード!! 少年達の道は交わる」2010年12月31日第1刷発行（12月29日発売[集 1]）、ISBN 978-4-08-870173-8
  2. 「クロスダークネス!! 陰謀の暗黒城!!」2011年7月9日第1刷発行（7月4日発売[集 2]）、ISBN 978-4-08-870263-6
  3. 「クロスメモリーズ!! 少年たちの昔日!!」2011年11月9日第1刷発行（11月4日発売[集 3]）、ISBN 978-4-08-870325-1
  4. 「クロスソングス!! 全ての夢を追う少年達へ!!」2012年5月7日第1刷発行（5月2日発売[集 4]）、ISBN 978-4-08-870414-2